# Guerres turco-byzantines
Vous lisez un « article de qualité » labellisé en 2009.
Batailles
- Kapetrou
- 1re Manzikert
- Césarée
- Iconium
- 2e Manzikert
- Campagnes seldjoukides en mer Égée
- 2e Nicée
- 3e Nicée (en)
- Philomélion
- Campagnes de Jean II Comnène
- Laodicée
- Shaizar
- Myriokephalon
- Hyelion et Leimocheir
- Cotyaeum
- Trébizonde
- Antalya
- Antioche du Méandre

- Bapheus
- Campagne catalane
- Bursa
- Pélékanon
- Nicée
- Nicomédie
- 1re Gallipoli
- 2e Gallipoli
- Philadelphie
- 1re Constantinople
- 2e Constantinople
- 3e Constantinople
- 4e Constantinople
- Thessalonique
- Bosphore
- 5e Constantinople

Les guerres entre les peuples turcs et l’Empire byzantin s’étalent sur une période de près de quatre siècles, du milieu du XIe siècle à la chute de Constantinople en 1453.
Ces guerres ont aussi compté parmi les éléments déclencheurs des croisades, entraîné la destruction de l’Empire byzantin, le successeur de l’Empire romain de l’Antiquité, et permis à l’Empire ottoman de devenir une des plus grandes puissances de l’époque.
Les premières escarmouches remontent au milieu du XIe siècle lorsque des bandes turques composées de Turcomans et de Seldjoukides s'installent à la frontière orientale de l'Empire byzantin. L'installation durable des Turcs sur le territoire de l'ancien califat abbasside après 1055 permet aux Seldjoukides de se renforcer et de s'étendre aux dépens de l'Empire byzantin. La victoire seldjoukide lors de la bataille de Manzikert couplée aux guerres civiles byzantines permettent aux Turcs de s'installer en Asie mineure. L'arrivée au pouvoir des Comnène et la première croisade obligent les Seldjoukides à refluer des parties occidentales de l'Asie mineure, sans pour autant que les Byzantins puissent récupérer l'ensemble de la péninsule anatolienne — ils sont même battus à Myrioképhalon. Le déclin byzantin de la fin du XIIe siècle entraîne la perte de certains territoires asiatiques au profit des Seldjoukides, qui ne peuvent pourtant pas profiter de la division de l'Empire byzantin après 1204, à cause de leur défaite à Antioche du Méandre, mais aussi parce que les Mongols soumettent les Seldjoukides dont le territoire est bientôt divisé en de multiples factions turques.
Après 1261 et la reprise de Constantinople aux Latins par les Byzantins, les différents émirs turcs qui succèdent à l'État seldjoukide s'étendent aux dépens des territoires asiatiques de l'Empire byzantin et au début du XIVe siècle, la quasi-totalité de l'Anatolie est aux mains des Turcs malgré l'intervention de la compagnie catalane. C'est l'émirat ottoman qui tire le plus grand profit des difficultés byzantines ; il prend possession de Nicée et de Nicomédie vers 1330. Bientôt, les Ottomans traversent le Bosphore et s'installent en Europe, où ils soumettent progressivement l'ensemble des États chrétiens de la péninsule balkanique. Sous le règne de Bayezid Ier, à partir de 1389, Constantinople subit un blocus rarement mis en défaut par l'intervention de quelques aventuriers occidentaux. À cette date, l'Empire byzantin est réduit à la périphérie immédiate de Constantinople et au despotat de Morée. La défaite de Bayezid à la bataille d'Ankara en 1402 contre Tamerlan affaiblit l'Empire ottoman qui, pendant près d'une décennie, est en proie à une guerre civile et à la révolte d'émirats jadis soumis. Mais l'Empire byzantin ne profite guère de ce sursis et très vite, sa situation redevient semblable à celle de 1402. Après un premier siège en 1422, les Ottomans, conduits par Mehmed II, réussissent à s'emparer de la capitale byzantine en 1453. C'est la fin de ce qui subsistait encore de l'Empire romain.

## Causes de la confrontation entre Seldjoukides et Byzantins

### Origine des Seldjoukides

#### Premières implantations turques
À l’origine, les Turcs sont originaires de régions d’Asie centrale correspondant aux actuels Kazakhstan, Ouzbékistan, Turkménistan, Kirghizistan et Tadjikistan. Durant plusieurs siècles, ils sont frontaliers avec les terres du califat abbasside. Parmi ces peuples, il n’existe pas d’entités politiques communes, mais plutôt différentes tribus se partageant le territoire (Karlouks ou Oghouzes). Certains d'entre eux sont peu à peu devenus musulmans, mais d'autres ont gardé des pratiques religieuses traditionnelles proches du chamanisme.
Peu de contacts existent entre musulmans et Turcs, mais les califes abbassides prennent l'habitude de prendre à leur service des mercenaires turcs pour leur garde personnelle. Cette tradition, qui débute sous le règne d'Al-Ma'mūn, entraîne peu à peu les éléments turcs à participer aux intrigues palatines et aux prises de décision du calife. Cependant, à la fin du Xe siècle apparaissent les premiers États turcs réellement solides, tandis que ceux-ci subissent l’expansion mongole qui les repousse vers l'ouest.

#### Implantation des Turcs au sein de l’empire musulman

##### Les Ghaznévides

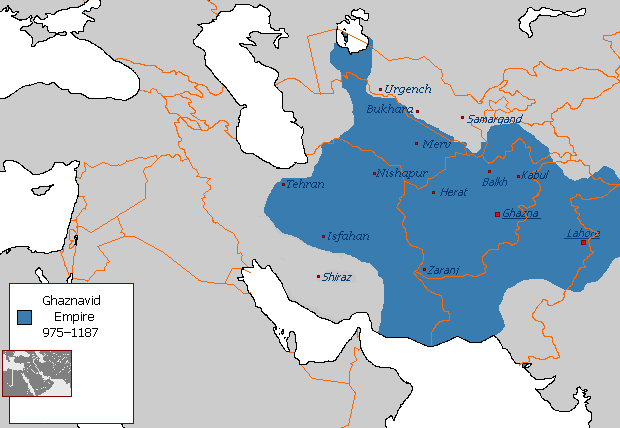
Frontière de l'Empire ghaznevide vers 1040

Les Turcs sont traditionnellement employés comme mercenaires par les musulmans de la dynastie samanide. Certains en profitent pour accroître leur prestige et prendre le pouvoir dans certains territoires. C’est le cas de Subuktigîn, fondateur des Ghaznévides, qui agrandit son domaine tout en restant vassal des Samanides. Son successeur Mahmoud de Ghazni règne de 998 à 1030. Il implante la capitale de son territoire à Ghazni, lance des incursions en territoire indien à l'image de son prédécesseur et se constitue en territoire autonome. Ses successeurs s’efforcent de consolider leur territoire, qui correspond à la zone située au sud de l’Amou-Daria de l’ancien pays samanide. Néanmoins, ils subissent de nombreux assauts et doivent reconnaître le protectorat des Seldjoukides.

##### Les Karluks ou Qarakhanides

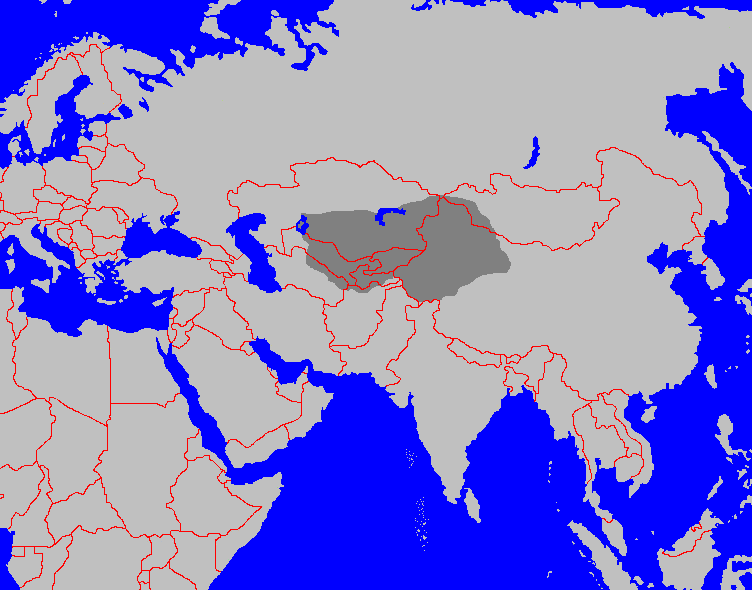
Le royaume des Qarakhanides.

Cette autre tribu turque réussit à contrôler aux dépens des Samanides le bassin du Tarim. S’alliant aux Ghaznévides, ils se partagent le territoire des Samanides vaincus avec ces derniers. Ils prennent alors le nom de Qarakhanides et occupent la Transoxiane. Contrairement au domaine des Ghaznévides, la Transoxiane voit une forte immigration turque d’origine oghuz, qui aboutit à une sorte de syncrétisme entre traditions iraniennes et turques.

#### Arrivée et émergence des Seldjoukides
Les Seldjoukides tirent leur nom du chef oghouz Seldjouk, converti à l’islam. Avec ses fils, il entre au service des Qarakhanides à la fin du Xe siècle. Cette tribu est cependant vaincue en 1025 par Mahmoud de Ghazni, qui déporte une grande partie de ses membres (dirigés par Arslan-Isra`îl, un des fils de Seldjouk) au Khorassan. L’autre partie se réfugie sur les bords de la mer d'Aral. Arslan-Isra`îl, envoyé dans des campagnes à l’ouest par Mahmoud, en vient à se trouver aux frontières de l’Empire byzantin où il fait peser le début d'une menace.
Au sein du Khorasan, les fils d'Arslan-Mikha'îl (un des fils de Seldjouk), Toghrul-Beg et Cagri Beg (ou Tshagri Beg), commencent à envahir le territoire des Ghaznévides. À la bataille de Dandanakan en 1040, ils réussissent à en prendre le contrôle.
Toghrul-Beg (1040-1063) devient alors le dirigeant de la partie occidentale du territoire des Ghaznévides,. Confronté à la menace que pourraient représenter les Turkmènes implantés du côté de l’Azerbaïdjan et de l’Arménie, il préfère s'allier avec eux et participer à la prise de forteresses byzantines frontalières, sans pour autant menacer l’intégrité de l’Empire byzantin. En 1055, il entre dans Bagdad et obtient le titre de Sultan en récompense de son combat contre les émirs bouyides, devenant le protecteur du califat abbasside et augmentant la légitimité des Seldjoukides. Pendant ce temps, les Turkmènes réussissent à prendre le contrôle de l’Arménie, y compris la ville d'Ani, en 1064, puis à annexer les territoires géorgiens (1068) ; ils s'enfoncent de plus en plus profondément en territoire byzantin à la recherche de butin. Malgré la volonté de Toghrul-Beg et d'Alp Arslan de calmer les ardeurs turkmènes pour se concentrer sur la conquête de l'Égypte, les souverains seldjoukides sont progressivement engagés dans la conquête de l'Anatolie.

### Situation de l'Empire byzantin à la veille des conquêtes seldjoukides

L'Empire byzantin vers 1025, sous Basile II.

Depuis les conquêtes de Basile II (976-1025), qui ont considérablement renforcé l’empire à la fin du Xe siècle et au début du XIe siècle, l'Empire byzantin subit une désagrégation progressive. Certaines conquêtes sont cependant faites au lendemain de la mort de Basile, parmi lesquelles la prise d’Édesse. Néanmoins, Constantin VIII (1025-1028), son frère et successeur, rend le pouvoir aux eunuques du palais au détriment des chefs militaires qui avaient bénéficié des largesses de Basile, entraînant un profond ressentiment entre les deux catégories sociales. À la mort de Constantin VIII, en 1028, succède la dynastie des princes époux et adoptés, dont la politique contribue à affaiblir l’Empire. Ainsi, le règne de Romain III Argyre (1028-1034) est marqué par des complots de palais dont lui-même est une des victimes. Le phénomène se reproduit sous le règne de Michel V (1041-1042), déposé à la suite d'une émeute.
L’arrivée au pouvoir de Constantin IX Monomaque (1042-1055) en 1042 correspond sensiblement aux premières incursions des Turcs seldjoukides aux frontières orientales de l’Empire. Le règne de Constantin IX est désastreux pour Byzance, en particulier par la ruine du trésor en grande partie accumulé par Basile II. En fait, comme il l’avoue à Psellos, Constantin IX considère la dignité impériale comme une retraite dorée qui lui permet de s’amuser. Face à cette situation de déclin pour l’Empire, les Turcs se rapprochent progressivement. En outre, les conquêtes récentes (prise d’Édesse, invasion progressive de la Géorgie ou progression en Arménie dans la région d’Ani) ont détruit les États tampons qui séparent l’Empire byzantin de l’Empire musulman pour en faire des régions, certes byzantines, mais affaiblies par les guerres et par une administration défaillante. Un exemple de cette carence administrative est fourni par une mesure de Constantin IX prévoyant de remplacer le service de protection des frontières caucasiennes — qui incombait aux Ibères — par un nouvel impôt. Or, comme les aristocrates qui bénéficient d'immenses dotations dans la région résident le plus souvent à Constantinople, les défenseurs ne sont plus assez nombreux pour espérer stopper les invasions turques. À cela s'ajoute la désagrégation du système des stratiotes. Ces paysans soldats assurent un service militaire en l'échange de terres qu'ils exploitent et dont les ressources leur permettent l'achat du matériel militaire nécessaire. Mais peu à peu l'aristocratie foncière s'étend au détriment des stratiotes qui voient leurs terres rachetées et deviennent des serfs. La source de la puissance militaire byzantine dépérit peu à peu sous le règne des successeurs de Basile II qui ne cherchent plus à freiner la progression de l'aristocratie foncière. Au contraire, méfiant envers l'armée, la noblesse civile qui gouverne l'empire soutient la réduction des effectifs militaires.

## Premiers conflits entre Turcs et Byzantins

### Des premières batailles au tournant de Manzikert

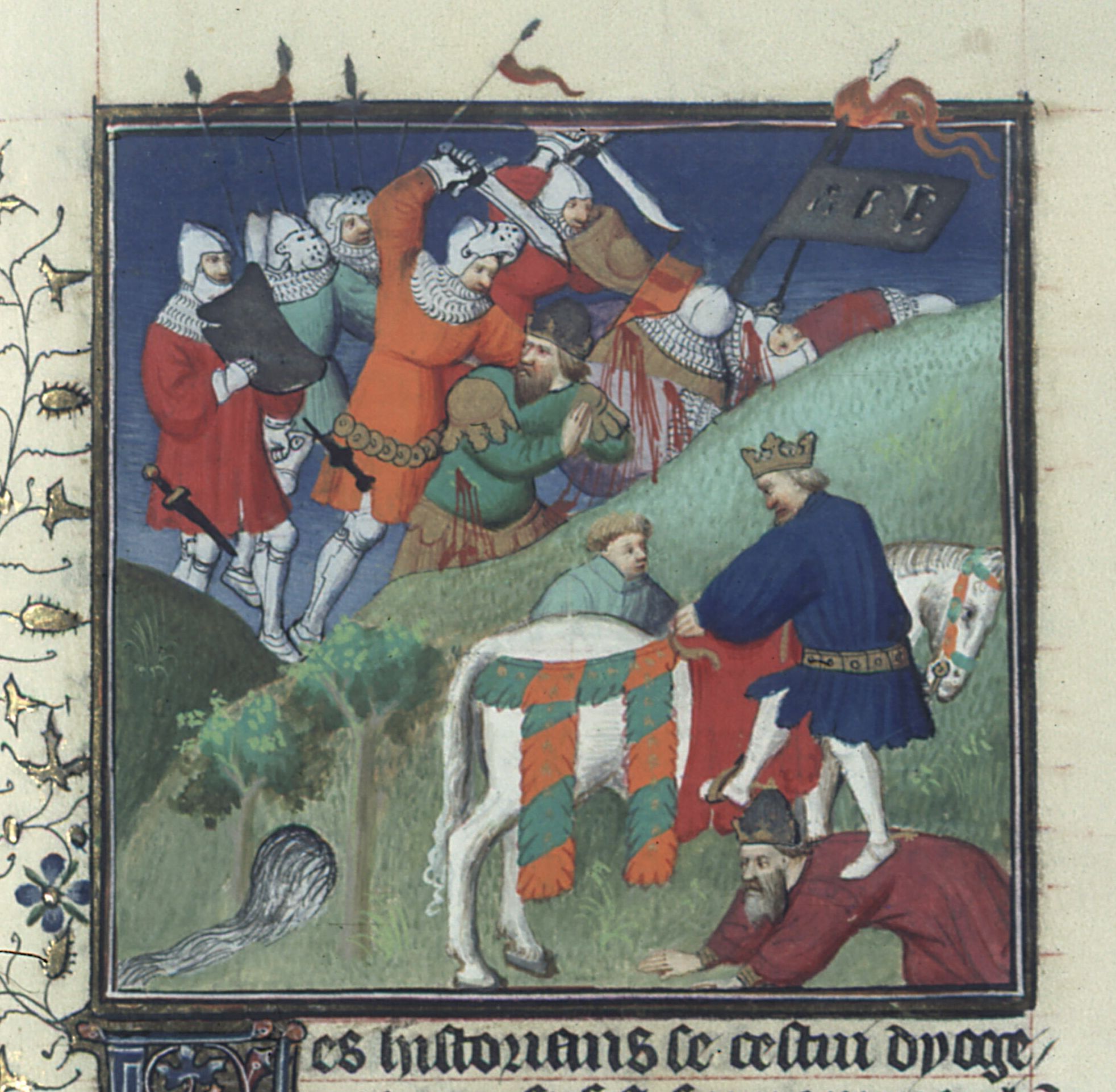
Bataille de Manzikert.

C'est en 1048 qu'a eu lieu la première expédition turque en territoire byzantin. Néanmoins, l'alliance entre les Byzantins et les Géorgiens permet de repousser les Seldjoukides dirigés par Ibrahim Yinal à la bataille de Kapetrou. La capture du prince géorgien Liparit aboutit à une trêve entre l'Empire byzantin et Toghrul-Beg, qui accepte de libérer le Géorgien. Malgré ce succès et cet accord, la paix demeure précaire. Dès 1052, Toghrul profite de la guerre que mène Byzance contre les Petchénègues pour mener une campagne dans les terres orientales de l'empire. En 1053 et 1054, il fait campagne dans le Vaspourakan, mais il est une nouvelle fois vaincu et ne peut s'emparer de Manzikert.
Alp Arslan, neveu de Toghrul (1063-1072), poursuit l'avancée seldjoukide en prenant d'abord le contrôle de l'Arménie en 1064, avant de s'attaquer sans succès à Édesse. Il profite alors du certain désordre qui règne dans l'Empire byzantin, malgré la relative continuité du règne de Constantin X (1059-1067). Sa stratégie est d'annihiler progressivement les défenses frontalières byzantines par des assauts réitérés. La défense byzantine réside en effet dans un réseau de forteresses conçues pour résister aux assauts de l'ennemi en attendant l'arrivée d'une armée de secours, stratégie victorieuse face aux anciens émirats musulmans comme celui des Hamdanides. Cependant, elle est inefficace contre la mobilité des troupes seldjoukides, par ailleurs parfaitement adaptées au combat dans les zones désertiques de l'est anatolien, dans des conditions proches de l'Asie centrale. En 1067, Alp Arslan capture Césarée et ravage la Cilicie. La chute d'Ani a en effet laissé un vide dans le système de défense byzantin qui facilite les raids turcs. Toutefois, cette pénétration de plus en plus profonde entraîne la réaction byzantine.
Le nouvel empereur, Romain Diogène (1067-1071), lève une grande armée composée de nombreux mercenaires pour mettre fin aux provocations turques. Dans un premier temps, il libère le Pont des incursions et bat une armée turque à Tephrik. Se dirigeant vers la Syrie, il reprend Hiérapolis, mais ne peut empêcher la chute d'Amorium. Les Turcs entreprennent alors la conquête de la Cappadoce (Iconium tombe en 1069) avant que Romain ne les fasse battre en retraite. 1070 est une nouvelle année de guerre entre Seldjoukides et Byzantins. Alp Arslan échoue une nouvelle fois à prendre Édesse, tandis que Manuel Comnène, qui dirige l'armée byzantine, est battu près de Sébaste, fait prisonnier puis libéré par un rebelle seldjoukide. En 1071, Romain Diogène décide d'en finir avec la menace turque. Le 26 août, les deux armées se rencontrent à Manzikert, cependant, la bataille tourne à l'avantage des Turcs notamment à la suite de la trahison des Doukas (privés du pouvoir depuis que Romain est empereur). Manzikert se solde par un désastre pour les Byzantins et Romain Diogène, qui est capturé,.

### Conquête de l'Asie Mineure par les Seldjoukides

Les domaines de Philarète. Les territoires en vert correspondent à ceux dominés par les Seldjoukides.

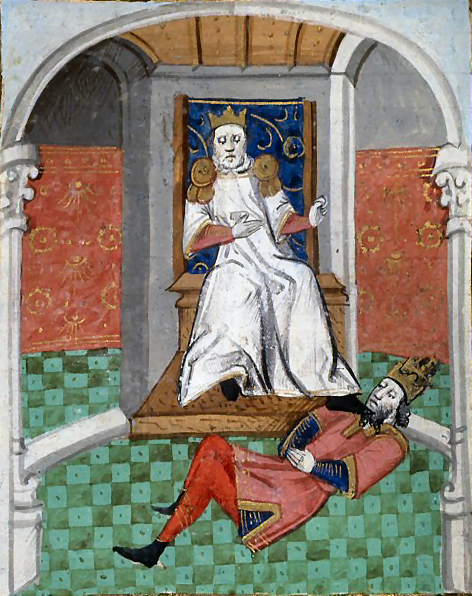
Alp Arslan humiliant l'empereur Romain IV après sa défaite de Manzikert.

Romain Diogène est finalement libéré par Alp Arslan et parvient à négocier une paix relativement indulgente. En effet, Alp Arslan ne désire pas tant accroître son autorité sur l'Asie Mineure que conquérir l'Égypte fatimide. Ainsi, en échange du départ des Turcs, Romain Diogène cède plusieurs forteresses frontalières (Manzikert, Argish, etc.) et paie un lourd tribut en or. Cependant, en l'absence de Romain, les Doukas ont repris le pouvoir. La lutte, qui oppose le plus souvent le gouvernement civil du Palais aux chefs de l'armée, reprend en 1071. Romain IV, discrédité par la défaite de Manzikert, est déposé par Michel VII Doukas, rendant caduc le traité signé avec Alp Arslan.
Les querelles intestines facilitent la progression des Turcs, qui se mettent au service des différentes factions byzantines. Ils progressent dans le centre de la péninsule anatolienne, dont la population autochtone est clairsemée. Le système défensif byzantin déclinant depuis plusieurs décennies, est inapte à empêcher la progression turque. Les quelques villes qui tentent de résister sont isolées et doivent céder les unes après les autres : peu à peu, la majorité de l'Anatolie passe aux mains des Seldjoukides et les autochtones chrétiens y deviennent des dhimmis (« protégés », soumis à une capitation supplémentaire, le haraç, ce qui pousse les pauvres, c'est-à-dire la majorité, à se convertir à l'islam). La mort d'Alp Arslan en 1072 n'arrête en rien ce processus puisque Malik Chah Ier poursuit sa politique. La révolte de Roussel de Bailleul provoque l'intervention du Seldjoukide Artoukh, qui capture puis libère Roussel. Bien que le chef normand soit finalement capturé par Alexis Comnène, les guerres civiles byzantines constituent l'une des causes parmi les plus importantes de la turcisation de l'Anatolie.
La situation se dégrade à nouveau lorsqu'en 1077, les armées d'Occident et d'Orient proclament chacune un empereur à la place de Michel VII. Nicéphore Bryenne, le prétendant de l'armée occidentale, entraîne certains éléments turcs jusqu'en Europe. Il est vaincu, et Nicéphore Botaniatès réussit à s'emparer du pouvoir, malgré une tentative turque. Son règne de trois ans (1078-1081) est une succession de révoltes militaires, à l'image de celle de Constantin Doukas. Ce fils de Michel VII est envoyé par Nicéphore pour combattre les Turcs, puis se révolte contre lui, sans succès. À Antioche, dont la région est devenue une enclave byzantine, le pouvoir revient de facto à Philarète, qui assure de lui-même la défense du Taurus contre les Seldjoukides au nom du basileus.
Cette anarchie permet aux Turcs de poursuivre leur progression. Certains servent de mercenaires dans l'armée de Nicéphore Melissenos, qui tente de prendre le pouvoir tout en installant les Turcs dans les villes de Nicée, de Cyzique et autres, qui passent bientôt sous leur contrôle. Pour la première fois en effet, les Seldjoukides ne se contentent plus de raids, mais s'installent durablement en Anatolie. C'est ainsi que depuis 1074 et la donation par Malik Chah de l'Asie mineure à son oncle Süleiman Ier s'est constitué un embryon d'État seldjoukide qui se subsitue à l'Etat byzantin. Théoriquement, Süleiman est vassal de Malik Shah, mais peu à peu, il s'éloigne de son suzerain, plus occupé à s'emparer de Damas ou Jérusalem. Ainsi, en 1077, Süleyman se déclare indépendant de Roum avec Nicée, récemment conquise, pour capitale. Malik Shah réclame l'aide de Byzance, à qui il demande la capture et l'envoi des fils de Kutalmış, dont Süleyman. À Constantinople, cependant, on reste persuadé que l'adversaire principal reste Malik Shah, qui essuie donc un refus.

## Conflit ouvert entre Seldjoukides et Byzantins (1081-1180)

### Stabilité rétablie à Constantinople (1081-1096)

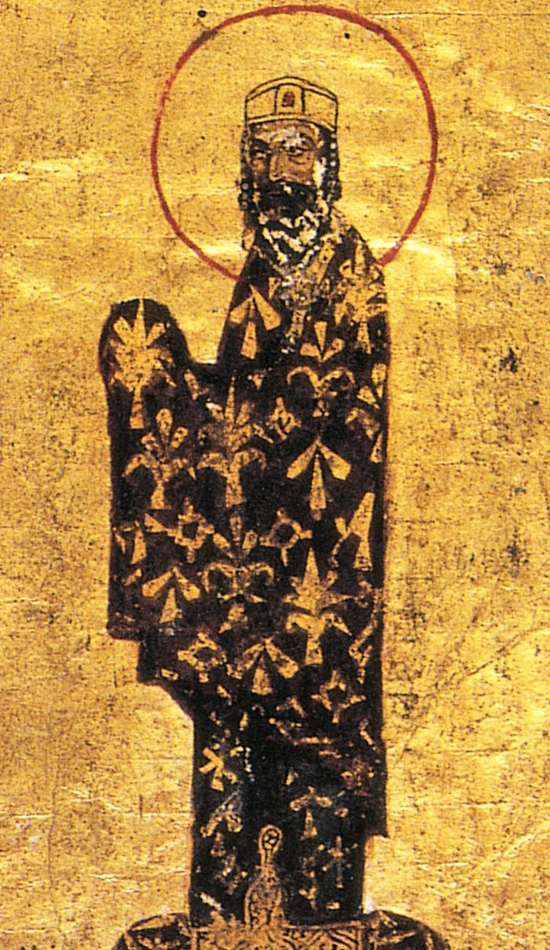
Alexis Ier Comnène réussit à endiguer la progression des Seldjoukides (1081-1094).

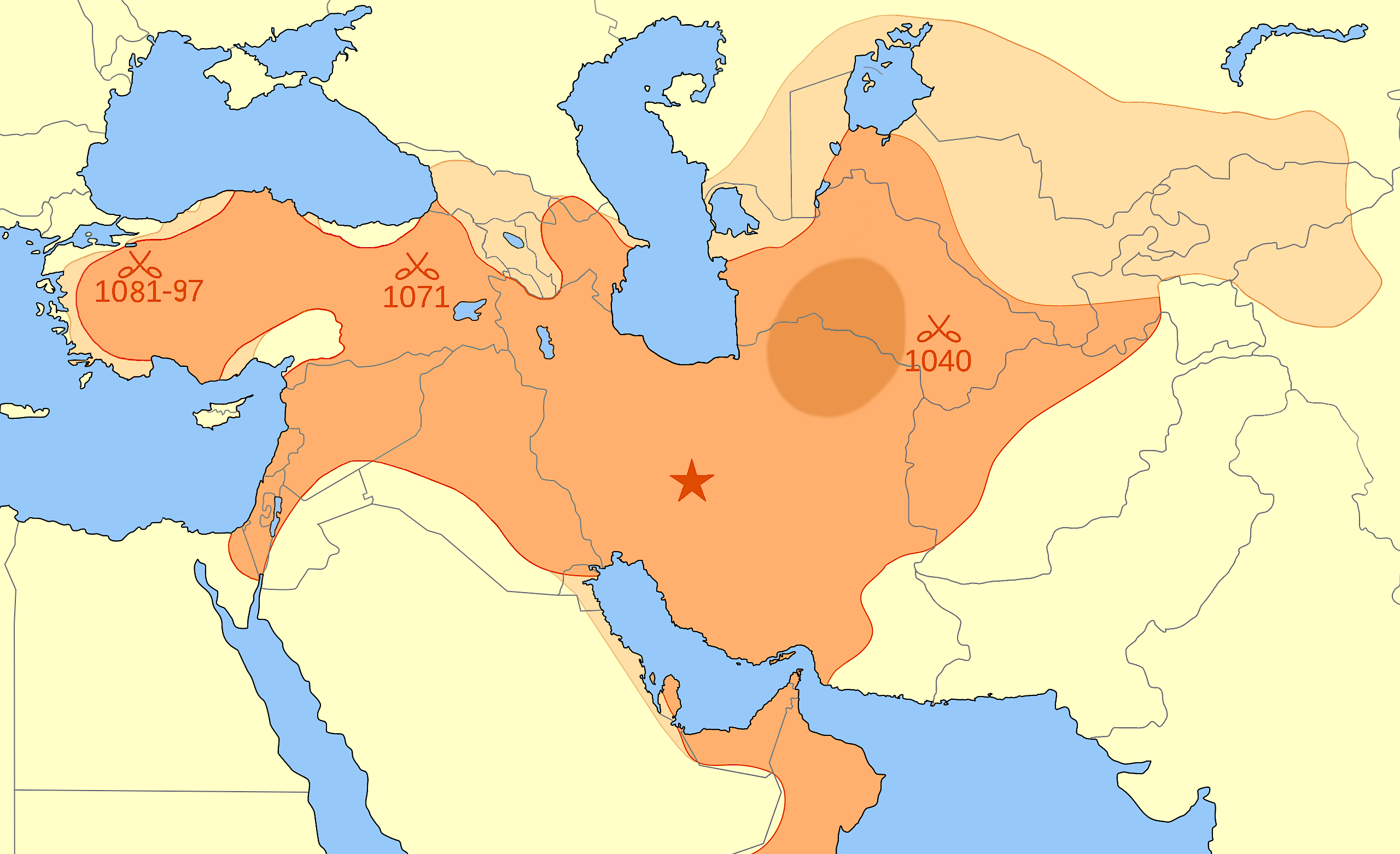
L'empire seldjoukide à son apogée en 1092.

#### Stabilisation de la frontière sousAlexisIer
Tandis que l'Empire byzantin perd progressivement la plupart de ses territoires asiatiques à l'exception de la Mysie, de la Bithynie, du Pont et de la Syrie du Nord au profit du nouveau sultanat de Roum, Nicéphore III essaye de se maintenir sur le trône. Il est toutefois renversé en 1081 par Alexis Comnène (1081-1118), un ancien général notamment vainqueur des prétendants au trône Nicéphore Bryenne ou Nicéphore Basilakios. Avec Alexis Comnène commence une nouvelle ère de stabilité pour l'Empire byzantin, fragilisé par plusieurs années de guerres civiles.
Alexis se retrouve face à un État turc qui a profité des errements de ses prédécesseurs : Süleyman a acquis plusieurs cités en échange de son soutien à diverses tentatives de coup d'État. De ce fait, les terres dirigées par Philarète se trouvent de plus en plus isolées de Constantinople, qui n'y exerce plus aucune autorité réelle. Ainsi, en quelques années, la plus grande partie de l'Asie Mineure est passée entre les mains des Seldjoukides. Néanmoins, le Sultanat créé par Süleyman reste assez fragile face aux bandes turques d'Anatolie qui conservent une indépendance relative, ainsi que face aux populations chrétiennes, grecques ou arméniennes. De plus, la signature d'un traité entre Alexis et le Sultan permet à Constantinople d'éloigner toute menace de siège. Süleyman n'abandonne pourtant pas la conquête de nouvelles terres. En 1081, c'est Smyrne qui tombe aux mains des Turcs, suivie d'Antioche en 1084, mettant ainsi fin à l'éphémère principauté de l'Arménien Philarète. La défaite de Süleyman lors d'une bataille près d'Alep en juillet 1085, puis sa mort l'année d'après, précipitent la chute de sa principauté qui subit une grande offensive en 1086 et disparaît l'année suivante. À cette date, le sultanat se divise en de multiples émirats. Mais Alexis Ier, occupé par ses guerres contre les Normands et les Petchénègues, ne peut profiter de la situation, ne reprenant que Cyzique. Le sultanat de Roum est alors dirigé par Abul Qasim (1086-1092), qui s'allie avec Alexis pour contrer les visées de Malik Shah et préserver l'existence de son État.

#### Menace des émirs «maritimes»
La menace vient alors des émirs qui se sont rendus indépendants à la mort de Süleyman : Tangripermes, ou Tengribirmish, qui s'est taillé un territoire autour d'Éphèse, et surtout Zachas, l'émir de Smyrne, qui n'est pas tenu par le traité d'alliance entre Alexis et Abul Qasim. Zachas souhaite tout d'abord réunir les différents territoires qui se sont rendus indépendants, et il est conscient en tant qu'ancien prisonnier à Constantinople que la capitale byzantine ne peut être prise sans une flotte : il en fait donc construire une dans le but de prendre Constantinople par mer. Il conquiert d'abord les îles de Chios, Samos, Rhodes et Lesbos, ainsi que les cités côtières de Clazomènes et de Phocée. Après une première défaite, la nouvelle flotte byzantine reconstruite par Alexis et dirigée par Constantin Dalassène reprend l'île de Chios. Zachas réagit en concluant une alliance avec les Petchenègues, et espère ainsi pouvoir assiéger la capitale de l'empire par terre et par mer. Pour parer à la menace, Alexis fait appel aux Coumans, adversaire traditionnel des Petchenègues.
La victoire, le 29 avril 1091, d'Alexis sur les Petchenègues à la bataille de la colline de Lebounion met un terme aux espoirs de Zachas. Celui-ci doit fuir face à une flotte dirigée par Jean Doukas et Constantin Dalassène. En 1093, Zachas assiège Abydos, mais l'alliance entre Kılıç Arslan, le nouveau sultan de Roum, et Alexis l'oblige à battre en retraite. Zachas meurt ensuite lors d'une rencontre avec Kılıç Arslan. En effet, malgré le traité de paix, la situation a changé au sein du sultanat. Abul Qasim prépare une attaque contre Constantinople finalement repoussée. En fin de compte, Alexis s'allie avec le sultan de Roum contre Malik Shah qui s'apprête à lancer une offensive contre Nicée dans l'espoir de replacer la cité dans le giron de l'Empire seldjoukide. Le général byzantin Tatikios réussit effectivement à faire lever le siège, mais sans pour autant reprendre la ville. C'est à cette époque que Malik Shah propose une alliance à Alexis, qui prévoit le retour des villes de Bithynie (dont Nicée) et du Pont à l'Empire byzantin avec, comme contrepartie, le mariage d'une des filles d'Alexis au fils aîné de Malik Shah. Ce dernier souhaite rétablir la lignée de Süleyman représentée par Kılıç Arslan à la tête du sultanat de Roum. La mort de Malik Shah, en 1092, met un terme au projet et Kılıç Arslan Ier (1092-1107) devient le nouveau sultan de Roum la même année.

### Première croisade et début de la reconquête

L'Empire byzantin et le Sultanat des Seldjoukides de Roum avant les croisades.

#### Causes de la Première croisade et réaction d'Alexis

##### Naissance de la croisade

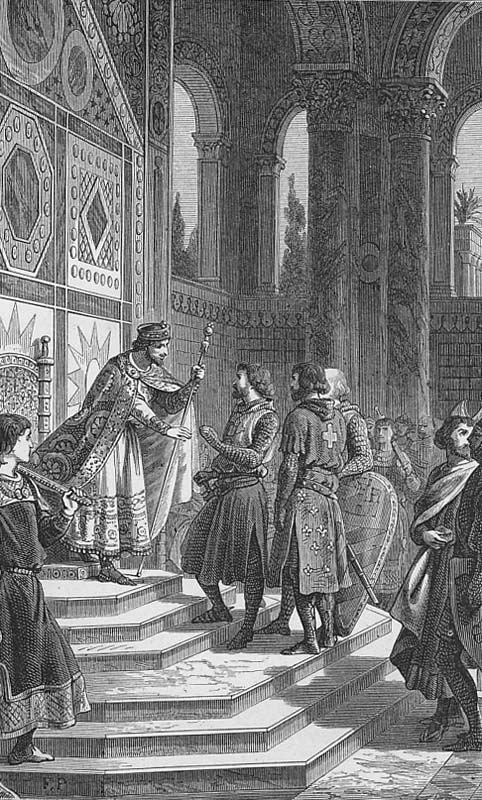
Godefroy de Bouillon et les barons reçus par l'empereur Alexis.

Vers 1090, la situation sur la frontière orientale semble se stabiliser. Alors que les Turcs paraissaient en mesure d’envahir complètement l’empire, la venue d’Alexis Ier a changé la donne. Il a joué des divisions turques tout en éloignant les menaces les plus importantes. De plus, la mort de Malik Shah fragilise un empire seldjoukide qui se divise en de multiples factions, et le sultan Kılıç Arslan semble bien disposé envers l'Empire byzantin, d'autant plus qu'à l'est, les Danichmendides (une autre peuplade turque) menacent le sultanat de Roum. Malgré quelques conquêtes, comme la reprise des villes de Cyzique et Apollonia, Alexis n’est cependant pas en position de force pour reprendre pied dans la majorité du territoire anatolien qu’il considère comme faisant partie intégrante de l’empire. Les frontières occidentales, malgré l'anéantissement presque total des Petchénègues, ne peuvent être dépouillées de troupes.
Face à une telle situation, les armées des puissances chrétiennes occidentales apparaissent à Alexis comme le seul recours possible s'il veut reconquérir l'Asie Mineure. Après des rapports conflictuels avec le pape Grégoire VII au début de son règne, l'avènement d'Urbain II marque le début d'une politique d'apaisement entre l'empereur et le pape. Urbain souhaite en effet l'alliance entre les deux Églises brisée en 1054 pour libérer les chrétiens d'Orient des Turcs. Cette politique papale s'est trouvée exacerbée par la prise de Jérusalem en 1073 par les Turcs qui rend plus difficile le pèlerinage. Du côté byzantin, Alexis se sert du concile de Plaisance comme d'une tribune où ses ambassadeurs auraient supplié l'aide des Chrétiens pour défendre l'empire selon Bernold de Constance.
Lors du concile de Clermont le 24 novembre 1095, Urbain II reprend les demandes byzantines et encourage les soldats chrétiens à intervenir en Orient. L'ampleur du mouvement qui se dessine alors provoque la surprise du pape et de l'empereur. En effet, de nombreux chevaliers, en particulier francs, ne possèdent aucune terre et espèrent en trouver en Orient, même si la motivation religieuse reste primordiale. Pour Alexis, la surprise est grande, il s'attendait à trouver des troupes de mercenaires dont il se serait servi pour renforcer sa propre armée. À la place, ce sont des armées entières qui convergent vers Constantinople. En homme d'État, il est parfaitement conscient du danger que peuvent faire courir de telles troupes sur l'empire. D'une part, Constantinople reste très riche et suscite les convoitises. D'autre part, il sait que ces chefs d'armée ne seraient pas forcément d'accord pour céder leurs conquêtes à l'Empire. Dès lors, les points de vue des deux partis divergent fortement. L'Empire byzantin souhaite se servir des croisés comme des auxiliaires, des mercenaires dont elle s'est souvent servie depuis sa création (Ghassanides, garde varangienne, etc.) pour récupérer ses terres ancestrales. L'idée même de croisade lui est inconnue. Au contraire, les croisés n'entendent pas se faire dicter la loi par les empereurs byzantins et souhaitent pour certains se constituer leur propre État.

##### Coopération entre Byzantins et croisés, et reprise de Nicée
La croisade populaire dirigée par Gautier Sans-Avoir et Pierre l'Ermite est la première à arriver dans l'empire. Partie de Cologne, elle est très hétéroclite avec des dizaines de milliers d'hommes, de femmes et d'enfants. La première partie de cette croisade est menée par Gautier. Après quelques altercations en Hongrie, elle atteint la ville de Niš dans l'Empire byzantin où elle est ravitaillée. La même cité est pillée par certains croisés ayant suivi Pierre l'Ermite suivant à quelques jours près les hommes de Gautier. Les Byzantins répriment alors ces pillages en massacrant les meneurs. Les 30 000 pèlerins de Pierre atteignent finalement Constantinople en août 1096. Malgré les quelques troubles ayant eu lieu, Alexis Ier fait un très bon accueil à Pierre l'Ermite et lui fait franchir le Bosphore avec ses hommes qui sont assignés à résidence à Civitot. Alexis est en effet parfaitement conscient que cette troupe n'a aucune chance de vaincre les Turcs et les encourage à attendre l'autre croisade. Néanmoins, Gautier Sans-Avoir mène ses hommes en direction de Nicée, dans l'espoir d'en découdre avec les Turcs. Ceux-ci écrasent les 25 000 pèlerins dont peu survivent. Ce relatif échec ne change pas grand chose. Alexis sait qu'une autre croisade, celle des barons, doit arriver sous peu à Constantinople. C'est sur celle-ci que les espoirs de la chrétienté reposent.

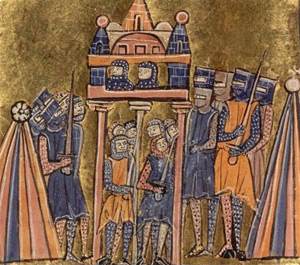
La prise de Nicée est la première reconquête d'importance de l'Empire byzantin en Asie Mineure.

Ces croisés arrivent en ordre dispersé à Constantinople de la fin 1096 à mai 1097. En chemin, ils sont ravitaillés par les Byzantins. Godefroy de Bouillon, le premier arrivé à Constantinople, reçoit un accueil chaleureux d'Alexis, qui compte sur lui et ses hommes pour reconquérir l'Asie Mineure. Malgré des tensions dues au refus de certains chefs croisés de faire allégeance à Alexis mais aussi à certaines altercations entre les croisés et les troupes byzantines qui les escortent, les croisés acceptent finalement de céder les terres ayant appartenu aux Byzantins et qu'ils auraient conquises sur les Turcs. Les troupes croisées deviennent alors plus ou moins des mercenaires au service de l'Empire byzantin.
En mai 1097, les croisés soutenus par l'armée byzantine viennent mettre le siège devant la capitale du sultanat de Roum, Nicée. Le traité entre les croisés et l'empereur stipulait en effet que Nicée serait la première ville reprise et cédée à l'Empire byzantin. Kılıç Arslan, après sa victoire sur la croisade populaire, est parti en guerre contre d'autres princes musulmans, espérant prendre le contrôle de Mélitène. Lorsqu'il revient à Nicée le 21 mai, le siège est déjà en place et il n'a pas les forces nécessaires pour le faire lever. Il bat alors en retraite tandis que le 2 juin, les croisés achèvent l'encerclement de Nicée. Mais la ville est très bien défendue et se ravitaille en eau grâce à un lac proche. Finalement, les croisés demandent l'aide d'Alexis pour couper cette ligne de ravitaillement. C'est une flotte dirigée par Manuel Boutoumitès qui s'en charge. La situation devient désespérée pour les Turcs qui acceptent de se rendre, mais uniquement à Alexis. Finalement, le 19 juin, l'étendard byzantin flotte sur Nicée occupée par l'armée byzantine, à la stupeur des croisés. Les seigneurs s'inclinent devant le fait accompli, tandis que les soldats s'insurgent de cet acte qui les prive de tout butin (ce que voulait d'ailleurs Alexis). Finalement, même si aucune dispute n'éclate entre Byzantins et croisés, un certain ressentiment se fait sentir entre les deux partis.

#### Reconquête partielle de l'Asie Mineure avec l'aide des croisés

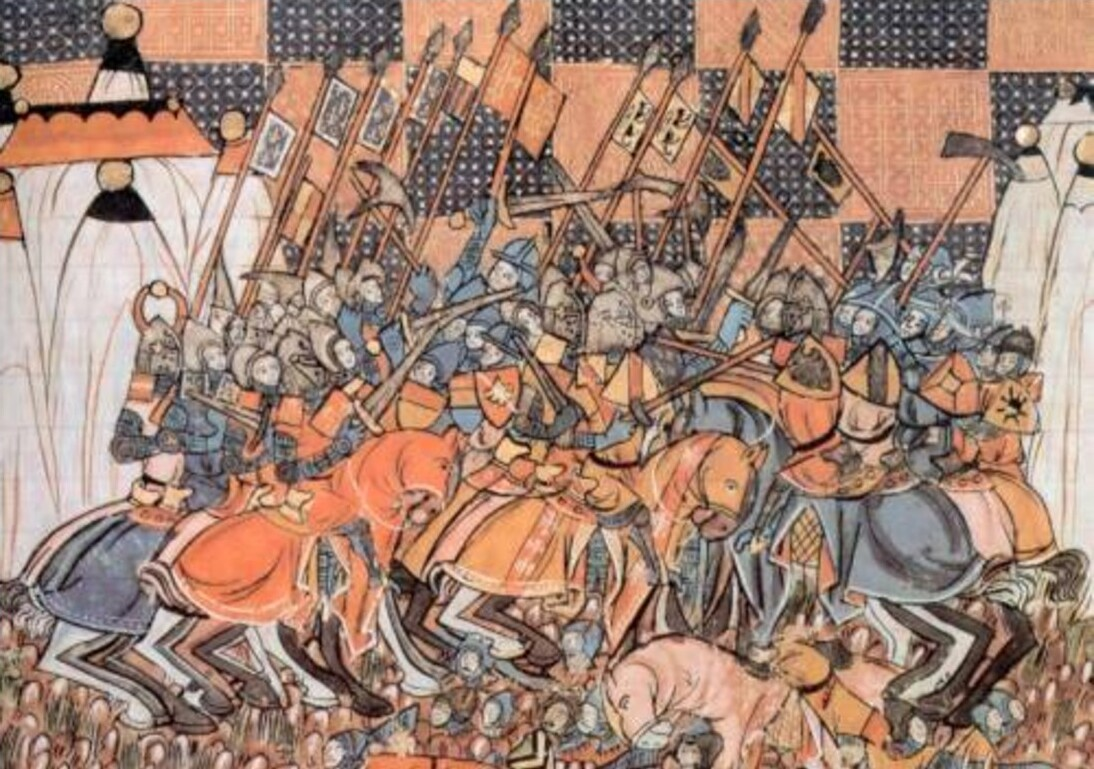
La victoire des croisés à Dorylée ouvre la voie à Alexis Ier dans sa reconquête de l'Asie Mineure.

L'ensemble des chefs croisés ayant renouvelé son serment d'allégeance à Alexis, la croisade reprend le 26 juin, avec en soutien un contingent byzantin dirigé par Tatikios, qui assure le ravitaillement des croisés tout en s'assurant que les villes reprises reviennent dans le giron de l'empire. La prise de Nicée a fortement fragilisé les Turcs seldjoukides ; ils s'allient avec les Danichmendides qui, après la mort de Süleyman, se sont forgé un territoire indépendant de fait au nord-est de l'Anatolie. Ces derniers tendent une embuscade aux croisés à proximité de Dorylée le 1er juillet 1097. C'est un échec et les Turcs doivent battre en retraite. Cette nouvelle victoire provoque l'affaiblissement des territoires turcs.
Profitant de la situation, Alexis envoie son beau-frère Jean Doukas conquérir par mer et par terre des territoires aux dépens des Seldjoukides. Le basileus craint en effet que malgré leur fragilité, les Turcs ne s'unissent. Jean Doukas envahit l'Ionie et la Phrygie, ainsi que le territoire de l'ancien émirat de Smyrne, et défait Tengribirmish devant Ephèse, reconquise et confiée au duc Petzeas,. Certaines îles de la mer Égée conquises par Zachas sont récupérées par l'amiral byzantin Kaspax, tandis que les byzantins imposent à nouveau leur contrôle sur la Lydie et la Phrygie.
En outre, la progression des croisés au sein du territoire turc permet à Alexis Ier d'espérer reprendre la ville d'Antioche, perdue une quinzaine d'années plus tôt. En attendant de se joindre lui-même à la croisade, Alexis envoie le général Tatikios et un corps de troupes en soutien des croisés,. Antioche est bientôt assiégée, mais le départ de Tatikios pour Chypre entraîne de la part de Bohémond un rejet des engagements qu'il a pris à l'égard de l'Empire byzantin. Cependant, la ville d'Antioche tenue par le Turc Yaghi Siyan, un vassal de l'émir d'Alep Ridwan (1095-1113), résiste au siège des croisés. Malgré tout, le 3 juin, la ville finit par être prise grâce à la trahison de certains de ses habitants.
De son côté, Alexis souhaite venir en aide aux croisés, mais alors qu'il traverse l'Asie mineure, il rencontre Étienne II de Blois qui a déserté le 2 juin peu avant que la cité ne soit assiégée par Kerbogha. Étienne l'informe alors que la situation des croisés est sans espoir. Alexis décide en conséquence de rebrousser chemin, considérant que ses forces ne sont pas suffisantes pour vaincre les Turcs. Pour éviter toute nouvelle invasion de l'Asie mineure par ces derniers, il ravage le pays qu'il traverse pour détruire toute source de ravitaillement pour les Turcs,.
Cette campagne a toutefois permis à Alexis de consolider ses positions en Asie mineure. Finalement, le 28 juin, Kerbogha doit se replier, vaincu par les croisés. Néanmoins, ces derniers refusent de rendre la ville à Alexis Ier malgré le fait qu'elle ait été, quinze ans auparavant, encore aux mains des Byzantins. En effet, Godefroy considère que le repli d'Alexis se traduit par l'abandon de ses droits sur la ville. Cet échec, entre autres, sonne le glas des ambitions byzantines pour la récupération des territoires syriens de l'empire perdus lors de l'invasion seldjoukide à la suite de la bataille de Manzikert.

### Fin du règne d'AlexisIeret retour des conflits frontaliers
La première croisade a été indéniablement un succès pour l'Empire byzantin qui rétablit sa souveraineté sur les parties occidentales et méridionales de l'Anatolie. Malgré l'échec subi à Antioche et la persistance du sultanat de Roum qui a fixé sa capitale à Iconium, Constantinople n'est plus directement menacée. L'Empire byzantin qui semblait au bord de la destruction se rétablit. Du côté turc, la priorité n'est plus la prise de Constantinople mais bien la lutte contre les États latins d'Orient. De plus, la mort en 1092 de Malik Chah Ier, le sultan de l'Empire Seldjoukide, entraîne une guerre civile qui fragilise profondément l'Empire seldjoukide. Au contraire, le sultanat de Roum gagne en cohésion. Cette cohésion est renforcée par l'alliance de Kılıç Arslan avec les Danichmendites à la suite de la Première croisade. 
Malgré tout, des tensions persistent en Asie Mineure où Alexis tente de réorganiser les territoires récemment repris. L'Anatolie byzantine comprend à cette date le duché de Trébizonde, une partie du thème des Arméniaques, la partie occidentale de l'Anatolie limitée à l'est par une ligne allant de Sinope à Philomélion et la côte méridionale avec le port d'Attalie. Les Turcs reprennent l'offensive en 1113 en direction de Nicée, sans succès. En 1115, c'est Malik Chah Ier, le nouveau sultan de Roum, qui tente de récupérer les provinces septentrionales de la péninsule anatolienne. Mais en 1117, lors de la bataille de Philomélion, les Byzantins remportent une victoire, qui procure un traité de paix avantageux à l'Empire. Ce traité n'est cependant pas une assurance contre les assauts turcs qui reprennent rapidement, et Laodicée de Phrygie est récupérée par les Seldjoukides tandis qu'Antalya est isolée du reste du territoire byzantin. Telle est la situation de l'Empire à la mort d'Alexis en 1118.

### JeanIIet la poursuite des progrès byzantins (1118-1143)

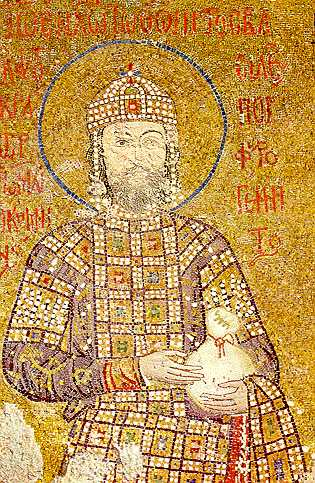
Jean II Comnène continue la politique de son père en reprenant une partie de l'Asie Mineure aux Turcs.

L'émirat des Danichmendides à sa création à la fin du XIe siècle.

Le nouvel empereur byzantin Jean II Comnène (1118-1143) n'entend pas abandonner la lutte contre les Turcs alors que son père avait prévu une offensive de grande envergure en Anatolie peu avant sa mort. Ainsi, dès 1119, il reconquiert la ville de Laodicée de Phrygie après un long siège pour en faire une forteresse. Progressivement, l'ensemble de la vallée du Méandre est reconquise. La prise de Sozopolis permet en outre de rétablir les liens terrestres avec Antalya ; seule l'offensive dirigée par le duc de Trébizonde Constantin Gabras contre les Danichmendides se solde par un échec. Ces progrès substantiels sont surtout obtenus grâce à l'anarchie croissante en Anatolie turque. En effet, le successeur de Malik Shâh Ier, le sultan de Roum Mas`ûd Ier (1116-1155), doit lutter contre des émirs aux prétentions autonomistes voire indépendantistes. C'est ainsi qu'en 1024, il prend Mélitène à l'émir Toghroul qui doit se réfugier à Constantinople. En 1126, c'est le propre frère de Mas`ûd, 'Arab, qui manque de le renverser. En effet, après avoir pris Ankara et Kastamonu, 'Arab réussit à chasser Mas`ûd qui s'exile à Constantinople. Au milieu de cette situation de plus en plus confuse, Gumuchtegin (1104-1135), l'émir danichmendide, se renforce. Il soutient Mas`ûd contre 'Arab et lui permet de récupérer son trône et prend la côte de Paphlagonie, livrée par le gouverneur byzantin Kasanios, ainsi que les villes d'Ancyra (Ankara) ou de Kastra Komneni (Kastamonu) qui avaient été annexées par l'Empire byzantin après la lutte entre Mas`ûd Ier et 'Arab.
Dès lors, le principal adversaire pour Constantinople devient l'émir danichmendide qui contrôle la majeure partie de l'Anatolie. À partir de 1130 ou 1132, l'Empire byzantin lance une série d'offensives contre Gumuchtegin, Kastamonu passant d'une main à l'autre plusieurs fois avant d'être définitivement conquise par les Byzantins. En 1134, la mort de Gumuchtegin facilite la tâche des Byzantins, les Turcs plongeant dans une nouvelle guerre civile qui permet à Jean II de prendre la ville de Gangra en Galatie, où il laisse une garnison de 2 000 hommes avant de signer un traité de paix avec Mas`ûd Ier, sultan de Roum. Cette campagne prive les Turcs de la plupart de leurs débouchés maritimes, la côte bordant la mer Noire redevenant byzantine jusqu'au fleuve Tchorok à l'est de Trébizonde. Ces conquêtes permettent à l'Empire byzantin de redevenir une puissance maritime importante, puissance affermie par la soumission du royaume arménien de Cilicie. En 1139, Jean II lance une dernière campagne en Asie mineure contre l'émir danichmendide Mehmed Gazi III (1134-1142) allié au duc de Trébizonde Constantin Gabras qui, à l'image de Philarète, cherche à échapper à l'autorité impériale. L'émir turc prend d'abord la forteresse de Vakha mais Jean l'empêche d'envahir la Bithynie et la Paphlagonie. L'empereur byzantin échoue cependant à prendre possession de la ville de Néocésarée après un siège de six mois,. La mort de l'émir danichmendide signe la fin du conflit en 1142.

### Le tournant de Myrioképhalon (1143-1180)

#### Les projets lointains deManuelIer

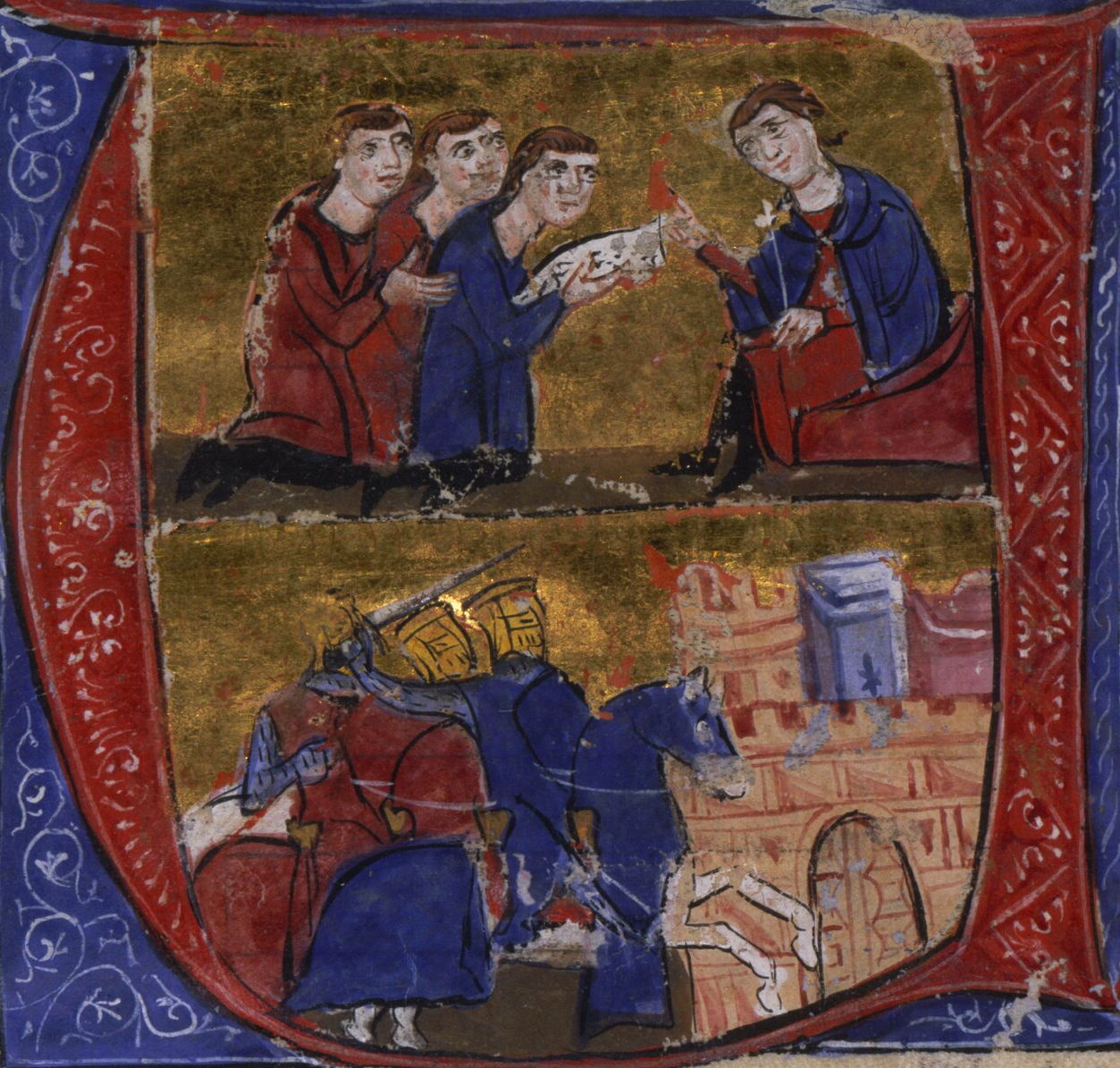
Alliance entre Amaury et Manuel. Les Croisés devant Péluse.

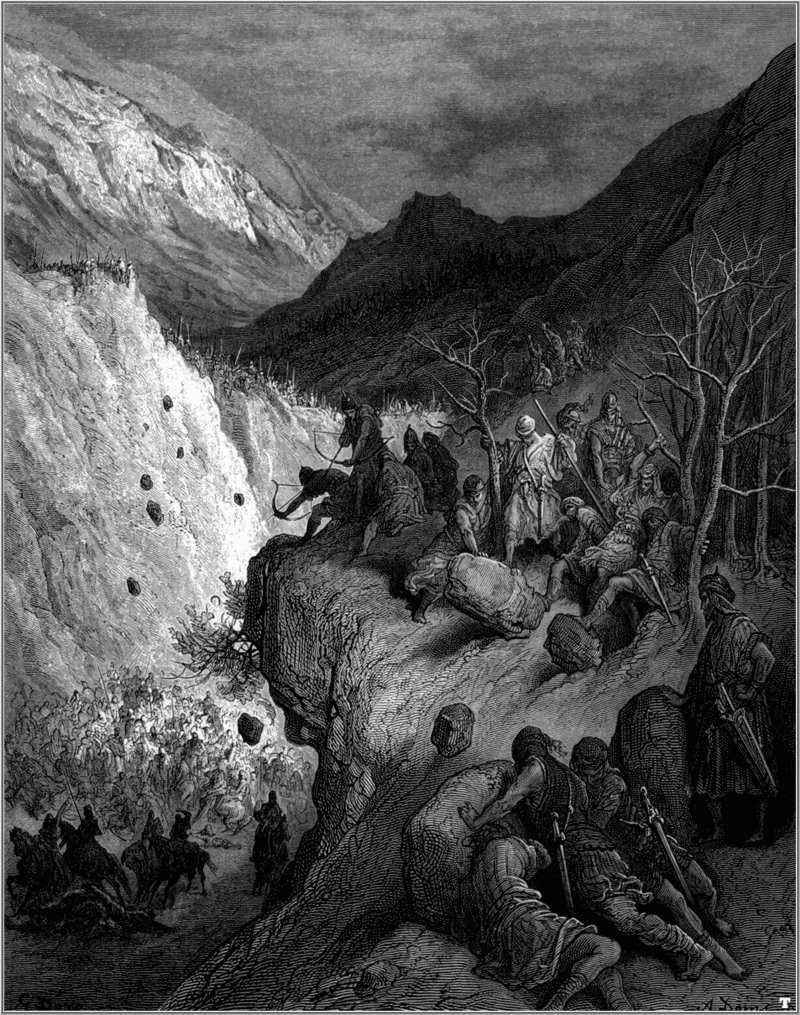
La bataille de Myrioképhalon

Dès le début de son règne, Manuel Ier Comnène (1143-1180), le successeur de Jean II Comnène, reprend l'offensive en Asie mineure. Il s'allie avec l'émir danichmendide pour combattre le sultan Mas`ûd Ier. En effet, le retrait byzantin à la suite du siège de Néocésarée a permis aux Turcs de s'avancer jusqu'à Antalya, d'autant plus que la mort de Gumuchtegin provoque une lutte intestine au sein de l'émirat danichmendide qui avantage les Seldjoukides. La population turkmène du sultanat s'infiltre alors en direction de la vallée du Méandre et de la Gediz. Manuel réplique à ses incursions et dirige deux expéditions contre Mas`ûd de 1144 à 1146. Il repousse les Turcs et les vainc à Akşehir avant de ravager les faubourgs d'Iconium. La capitale du sultanat est sauvée par l'intervention de Mas`ûd avant que l'imminence d'une nouvelle croisade incite les deux souverains à faire la paix,,. Les années qui suivent sont relativement calmes en Asie Mineure. Manuel se concentre plutôt sur ses conquêtes en Italie et sur ses relations avec les croisés alors même que la deuxième croisade traverse son territoire. Cependant, vers 1150, la situation devient explosive en Anatolie, les Arméniens de Cilicie se révoltent contre l'autorité byzantine, les croisés se détachent de l'influence byzantine.
Par ailleurs, Nur ad-Din (1146-1174), l'émir zengide d'Alep s'allie avec Mas`ûd. Nur ad-Din, dont l'émirat se situe près d'Antioche, entre l'Asie mineure et l'Égypte, amène ainsi Manuel Ier à faire des projets concernant une région très éloignée de Constinantinople, car l'alliance avec Mas`ûd fait peser sur les États latins d'Orient une grave menace. D'une part le comté d'Édesse est détruit, y compris la portion cédée par Béatrice d'Édesse aux Byzantins. En effet, la ville de Turbessel acquise par l'empire est prise le 12 juillet 1151 par un lieutenant de Nur ad-Din. C'est en 1158 que Manuel peut intervenir après avoir rétabli la situation en Cilicie et reçu la soumission de Renaud de Châtillon. Une alliance est alors signée entre Baudouin III (1143-1162) et Manuel Ier pour l'attaque d'Alep mais ce projet est interrompu par la signature d'une trêve entre l'Empire byzantin et l'émir d'Alep, avec la restitution de milliers de prisonniers par Nur ad-Din. Lors de son retour à Constantinople, Manuel Ier doit affronter Kılıç Arslan II (1155-1192), le nouveau sultan de Roum qui tente de vaincre l'armée byzantine près d'Iconium. Mais, en 1161, ce dernier est vaincu par les Byzantins et doit signer un traité où il reconnaît être devenu le vassal de l'empire,. Ce traité prévoit l'envoi par Kılıç Arslan de troupes auxiliaires en soutien à l'armée byzantine ainsi que la rétrocession de plusieurs villes. Cependant, cette paix reste précaire. En 1164, Nur ad-Din lance de nouvelles offensives contre Antioche alors qu'Amaury Ier de Jérusalem (1163-1174) tente de prendre le contrôle de l'Égypte. La ville n'est sauvée que par une intervention byzantine mais Amaury comprend que pour espérer conquérir l'Égypte, il doit s'allier avec Manuel qui pourrait alors empêcher la principauté d'Antioche d'être envahie.

L'Empire byzantin et le sultanat de Roum en 1170.

Manuel profite de cette occasion et accepte l'alliance proposée par Amaury. Il espère ainsi renforcer sa position auprès des États latins, apparaissant d'une certaine manière comme un protecteur. De surcroît, le traité prévoit un partage de l'Égypte, ce qui permettrait à l'Empire byzantin de remettre la main sur une partie de cette région perdue aux profits des Arabes au milieu du VIIe siècle. Toutefois, Amaury n'attend pas les troupes byzantines et passe à l'attaque dès 1168. Face au danger, Al-Adid (1160-1171), le calife fatimide d'Égypte, demande l'aide de Nur ad-Din en échange d'un tiers de l'Égypte. L'envoi de Shirkuh et de Saladin conduit à la défaite des Francs. L'Égypte devient une province turque dirigée par Nur ad-Din. Malgré cet échec, Manuel refuse d'abandonner la partie et envoie le mégaduc Andronic Kontostéphanos avec une flotte et une armée très importantes (près de 200 vaisseaux). Cette armée participe avec les troupes d'Amaury au siège de Damiette (septembre-décembre 1169). La mésentente entre Andronic et le roi de Jérusalem aboutit à un échec et les troupes byzantines rembarquent. En 1170, Saladin s'émancipe de la tutelle turque en Égypte tandis que Nur ad-Din continue ses offensives contre les États croisés. Ce dernier meurt en 1174 et l'État turc d'Alep disparaît, tombant aux mains de Saladin. Peu après, Manuel abandonne définitivement tout projet d'invasion de l'Égypte.

Carte de l’Empire byzantin en 1180 à la mort de Manuel.

#### Bataille de Myrioképhalon et conséquences
Alors que l'Empire byzantin se projette dans des conquêtes lointaines et coûteuses tant en hommes qu'en argent, les Seldjoukides se renforcent, profitant de l'accalmie qui règne en Anatolie. Kılıç Arslan II élimine d'abord son principal rival, l'émir danichmendide. Il tente même de s'allier avec Nur ad-Din, mais doit renoncer à son projet face aux inquiétudes de l'Empire byzantin. Le traité de 1162 est renouvelé en 1173, mais rapidement, il apparaît que Kılıç Arslan II refuse de payer le tribut en or ainsi que de rendre à l'Empire byzantin certaines villes frontalières comme Sébaste.
Ces provocations déclenchent une campagne punitive de Manuel vers la capitale du sultanat, Iconium. Les Turcs lui proposent alors la paix, ce qu'il refuse malgré les avis contraires de certains de ses généraux. Il divise alors son armée en deux colonnes ; la première, dirigée par Andronic Vatatzès, se dirige vers Amasya, mais tombe dans une embuscade où Andronic perd la vie. De même, l'armée de Manuel, qui continue de marcher vers Iconium, doit se déplacer au travers de défilés souvent boisés. C'est ainsi que l'armée byzantine tombe dans une embuscade près de la forteresse de Myrioképhalon le 17 septembre 1176. C'est surtout l'aile droite qui souffre des assauts ennemis avant que Manuel ne réussisse à chasser les archers turcs. Les pertes sont nombreuses des deux côtés mais surtout, l'armée byzantine perd dans la bataille ses machines de siège, ce qui rend désormais impossible la prise d'Iconium. Malgré tout, la paix signée à l'instigation de Kılıç Arslan est relativement avantageuse pour les Byzantins, et seules les forteresses de Dorylée et Soublaion sont démantelées.
Pour les Turcs, cette victoire leur permet de consolider leur position et ils deviennent une puissance importante : d'une part, ils ne forment plus qu'un seul État, et d'autre part ils prouvent leur capacité à résister aux assauts byzantins. Ces derniers ont pourtant progressivement regagné du terrain en Asie Mineure depuis l'avènement des Comnène, et bien que cette défaite ne remette pas en cause ces gains territoriaux, elle affaiblit la position de l'Empire byzantin, contraint de cohabiter avec un État occupant certains de ses territoires les plus anciens.
La défaite de Myrioképhalon n'est pas suivie d'une invasion turque. En effet, en 1177, une attaque turque est repoussée à Hyelion et Leimocheir, et certains territoires sont gagnés par les Byzantins. Pourtant, à la mort de Manuel en 1180, les frontières de l'empire sont plus fragiles qu'à son avènement. À l'est, les Seldjoukides sortent renforcés de la bataille de Myrioképhalon, l'Empire byzantin ayant montré son incapacité à reprendre l'ensemble de l'Asie mineure. Bien au contraire, après Myrioképhalon, les Seldjoukides sortent de la vassalité dans laquelle ils étaient durant la plus grande partie du règne de Manuel.

## Éclatement de l'Empire byzantin (1180-1262)

Le sultanat de Roum vers 1190.

### La chute de Constantinople (1180-1204)

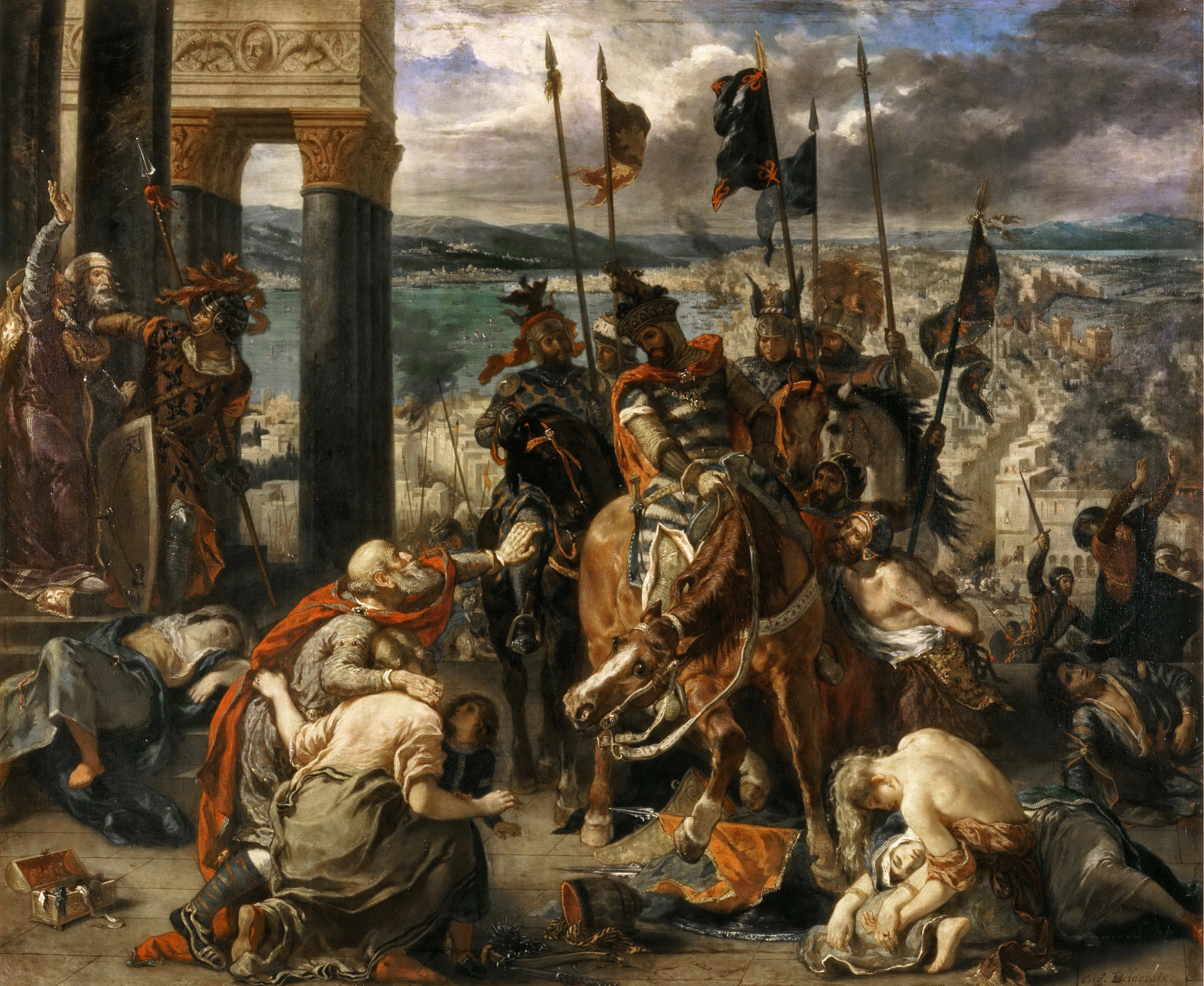
L'Entrée des Croisés à Constantinople, huile d'Eugène Delacroix (1840).

À l'image de la bataille de Manzikert, ce n'est pas tant la défaite de Myrioképhalon qui est désastreuse pour l'Empire byzantin, mais ce qui s'ensuit. En effet, la mort de Manuel Ier entraîne une nouvelle période d'instabilité pour l'Empire byzantin. Dès 1182, le jeune Alexis II Comnène (1180-1182) est renversé par Andronic Ier Comnène, lui-même déposé par Isaac II Ange (1185-1195) en 1185. Kılıç Arslan II tire profit de la situation pour contrôler les côtes méridionales de l'Anatolie et prend possession de Cotyaeum et de Sozopolis avant de faire la paix avec Isaac II.
Mais la situation se dégrade aussi pour le sultanat de Roum. À la fin de son règne, Kılıç Arslan procède à la division de son territoire entre ses dix fils. De plus, la troisième croisade menée par Frédéric Barberousse, après avoir causé des dommages au sein de l'Empire byzantin, entre en territoire seldjoukide. La ville d'Iconium est prise et Kılıç Arslan est contraint d'accepter le passage de Frédéric Barberousse sur son territoire, même si cette exigence est remise en cause par les fils de Kılıç Arslan, après la mort de celui-ci en 1192. Cette période de troubles suit le déclin général des Seldjoukides. En effet, l'empire irakien des grands Seldjoukides disparaît en 1194. Au sein du sultanat, l'avènement de Kay Khusraw Ier (1192-1197) ne change rien à la situation et les querelles entre frères continuent.
Du côté byzantin, l'arrivée au pouvoir d'Isaac Ange n'enraye pas le déclin de l'empire, bien au contraire. La Bulgarie se révolte et se constitue en État indépendant, tandis que Théodore Mancaphas réussit à se rendre maître d'un territoire en Lydie. Finalement vaincu par Basile Vatatzès, il se réfugie auprès du sultan d'Iconium, qui lui fournit des troupes pour ravager les terres byzantines avant qu'il ne soit fait prisonnier. La fin du XIIe siècle voit le pouvoir changer de main dans les deux camps : Alexis III Ange (1195-1203) renverse son propre frère et prend la direction de l'Empire byzantin en 1195 tandis que Kay Khusraw Ier est renversé par Süleyman II Shah (1197-1204) en 1197, et doit se réfugier d'abord à Damas, puis à Constantinople.
Malgré des difficultés chez les deux adversaires, les Turcs réussissent à grignoter des territoires aux dépens des Byzantins. C'est ainsi qu'en 1197, Maçoud, l'émir d'Angora (Ankara) prend possession de plusieurs cités paphlagoniennes où les populations grecques sont contraintes à la fuite et remplacées par des Turcs. En 1198, c'est l'interception par le sultan de Roum de deux chevaux, envoyés par Saladin à l'Empire byzantin, qui met le feu aux poudres. Alexis III réplique en arrêtant tous les marchands ayant commercé avec Iconium. En représailles, la vallée du Méandre est ravagée impunément par le sultan.
Le début du XIIIe siècle est marqué par la quatrième croisade et la prise de Constantinople par les croisés, que ne peuvent empêcher ni Alexis III ni Alexis V. En 1203, Alexis III préfère fuir devant l'assaut des troupes croisées sur Constantinople, qui placent Alexis IV (1203-1204) et Isaac II (1203-1204) sur le trône. Toutefois, c'est en 1204, après l'usurpation du trône impérial par Alexis V, que Constantinople est prise par les Croisés. Cet événement a d'énormes conséquences pour l'Empire byzantin. Constantinople devient la capitale de l'empire latin de Constantinople.
La prise de la ville par les croisés entraîne l'éclatement de l'Empire byzantin : celui-ci se divise en trois territoires. À l'ouest, le despotat d'Épire est dirigé par Michel Doukas ; dans la région de l'ancien royaume du Pont, l'empire de Trébizonde est fondé par Alexis (1204-1222) et David Comnène (1204-1214), deux petits-fils d'Andronic Comnène. À l'ouest de l'Anatolie, l'empire de Nicée, fondé par Théodore Lascaris (1204-1222) avec le soutien du sultan d'Iconium, est ce qui reste de l'Empire byzantin.

### Lutte entre Turcs et États grecs de Nicée et de Trébizonde (1204-1261)

La situation de l'Empire byzantin en 1204 (les frontières sont approximatives).

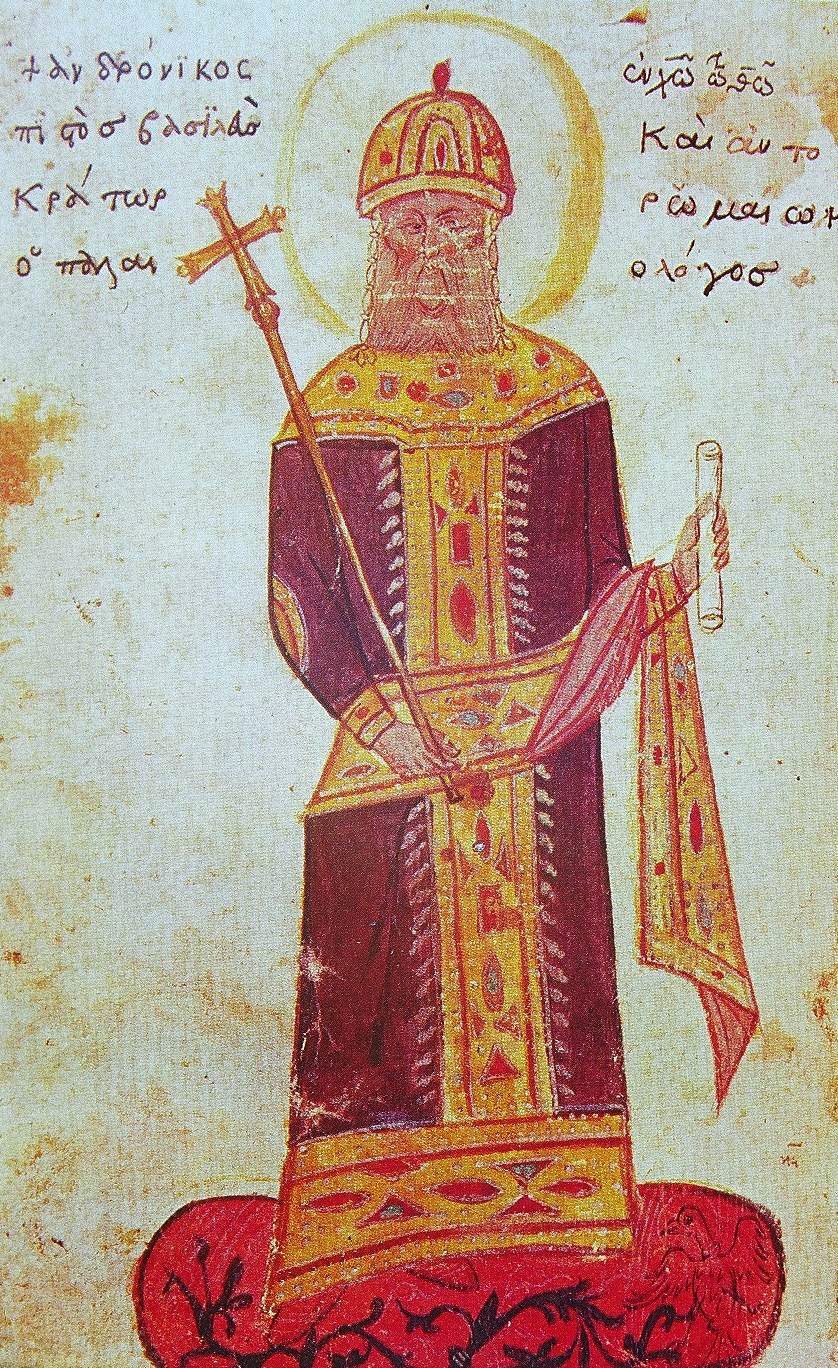
Michel Paléologue, le restaurateur de l'Empire byzantin est le dernier empereur à régner sur un Empire byzantin autant asiatique qu'européen.

La prise de Constantinople a des conséquences capitales dans la lutte entre l'Empire byzantin et les Turcs. Désormais, les Byzantins sont divisés en trois États différents dont deux sont exclusivement situés en Anatolie. Quant au sultanat de Roum, il voit le retour en 1205 de Kay Khusraw Ier (1205-1211) qui dépose le jeune Kılıç Arslan III (1204-1205). Les relations entre Grecs et Turcs deviennent alors plus complexes, car les Seldjoukides combattent non plus un mais deux adversaires qui se combattent parfois eux-mêmes.
À partir de 1210, les rapports pacifiques qui existent entre Nicée et Iconium se dégradent. Déjà, en 1207, les Seldjoukides ont repris Laodicée de Phrygie. Kay Khusraw s'allie à l'empereur latin en 1209, et prévoit d'attaquer l'empire de Nicée, prétextant sa volonté de rétablir Alexis III sur le trône. Cependant, il subit une défaite lors de la bataille d'Antioche du Méandre en 1211 et périt des mains de Théodore durant la bataille.
Cette victoire permet à Théodore de consolider sa frontière orientale et c'est la dernière grande confrontation entre les Byzantins et les Seldjoukides. En effet, la succession de Kay Khusraw suscite des animosités entre ses fils. Kay Kâwus Ier (1211-1220) réussit à prendre le dessus et signe la paix avec l'empire de Nicée. Théodore profite d'ailleurs des conflits internes des Seldjoukides pour procéder à des conquêtes en Carie, en Cappadoce ainsi qu'en Galatie, sur les bords de la mer Noire. L'empire de Trébizonde ne profite pas autant des problèmes des Turcs, bien au contraire : Alexis Ier est capturé par Kay Kâwus lors d'une partie de chasse en 1214. Bien qu'il soit finalement libéré, l'empire de Trébizonde est contraint de céder la ville de Sinope et l'empereur subit la tutelle du sultan. Cette acquisition, couplée avec la prise d'Antalya en 1207, permet aux Seldjoukides de devenir un important carrefour commercial dans la région. De plus, les deux empires grecs d'Anatolie sont définitivement séparés.
Les années qui suivent ne sont agitées par aucun trouble marquant entre les Seldjoukides et l'empire de Nicée. Jean III Vatatzès (1222-1254) a même renforcé les liens commerciaux avec les Seldjoukides tout en instaurant un système de fiefs militaires pour défendre la frontière. C'est l'empire de Trébizonde qui subit les velléités offensives des Turcs. Ainsi Kay Qubadh Ier (1220-1237), le successeur de Kay Kâwus, doit mener une offensive contre Trébizonde dont l'empereur, Andronic Ier Gidos (1222-1235), cherche à se défaire de son lien de vassalité avec le sultan. Il tente de reprendre la ville de Sinope et attaque Samsun. La flotte seldjoukide réplique en attaquant une partie de la côte de l'empire, tandis que Trébizonde est assiégée. Le siège est finalement levé, mais après avoir soutenu sans réussite les adversaires des Seldjoukides, Andronic n'a pas d'autre choix que de renouveler le traité de vassalité et de payer un tribut au sultanat. Toutefois, le sultanat seldjoukide voit ses frontières orientales menacées par l'avancée des Mongols dirigés par Gengis Khan (1206-1227) puis Ögedeï (1229-1241), avec qui il signe un traité de paix.
Malgré cette précaution, Kay Khusraw II (1237-1246), le successeur de Kay Qubadh, affronte une armée mongole en 1243. Son armée comprend d'ailleurs un contingent provenant de Trébizonde. L'empereur Manuel Ier (1238-1263) honore ainsi son titre de vassal. Malgré sa supériorité, Kay Khusraw est écrasé lors de la bataille de Köse Dağ le 26 juin 1243. Cette bataille marque le début du déclin du sultanat seldjoukide alors même qu'il était encore au faîte de sa puissance à la mort de Kay Qubadh en 1237. Un tel événement change la situation des empires grecs. Les Mongols sont alors la puissance majeure en Asie mineure et Jean III Doukas Vatatzès, le nouvel empereur de Nicée, signe un traité d'alliance avec le sultan de Roum tandis que l'empereur de Trébizonde devient vassal des Mongols, de même que son ancien suzerain Kay Khusraw II.
Jusqu'en juillet 1261 et la reprise de Constantinople par Michel VIII Paléologue, le sultanat de Roum n'est plus une menace pour l'empire de Nicée. La mort de Kay Khusraw en 1246 est à l'origine d'une nouvelle crise de succession qui se termine par la mise en place d'une sorte de triumvirat à la tête du sultanat. Une telle division profite aux Mongols qui s'immiscent progressivement dans les affaires intérieures turques. Du côté byzantin, les frontières orientales n'intéressent guère les empereurs de Nicée qui se concentrent sur la reprise de terres européennes, avec comme objectif la reprise de Constantinople. Les relations entre les deux États sont donc relativement pacifiques, y compris lorsque Michel Paléologue (le futur empereur Michel VIII) trouve refuge à Iconium alors qu'il est accusé de conspiration par Théodore II Lascaris (1254-1258). Il devient une sorte de mercenaire et le sultan d'Iconium lui fournit des troupes pour combattre les Mongols. Malgré cette aide, le sultanat est ravagé par une expédition turque et le sultan d'Iconium demande à Théodore de lui fournir des troupes conformément au traité signé entre Jean II et Kay Khusraw. En échange, le sultan offre à l'empereur les villes de Laodicée et de Chônai. Malgré cela, Théodore II n'envoie qu'un petit contingent, sa lutte contre le despotat d'Épire ne lui permettant pas d'envoyer de nombreux soldats dans des campagnes hasardeuses.
Cette situation de calme perdure jusqu'à la reprise de Constantinople par Michel VIII (1261-1282) en 1261. À cette date, l'Empire byzantin semble être paradoxalement en position de force par rapport aux Turcs. Sa relâche et sa division ne l'empêchent pas de survivre alors que le sultanat de Roum connaît sous le règne de Kay Qubadh Ier son apogée. Mais dès la mort de celui-ci, les invasions mongoles ont en fait quasiment détruit l'hégémonie seldjoukide au sein de la communauté turque qui se désagrège très vite, ce qui permet à l'Empire byzantin de garder ses territoires asiatiques malgré les nombreuses guerres qu'il mène en Europe.

## Constitution de l'Empire ottoman et déclin de l'Empire byzantin (1261-1402)

### Perte progressive des territoires asiatiques

#### Incursions turques sousMichelVIII(1261-1282)

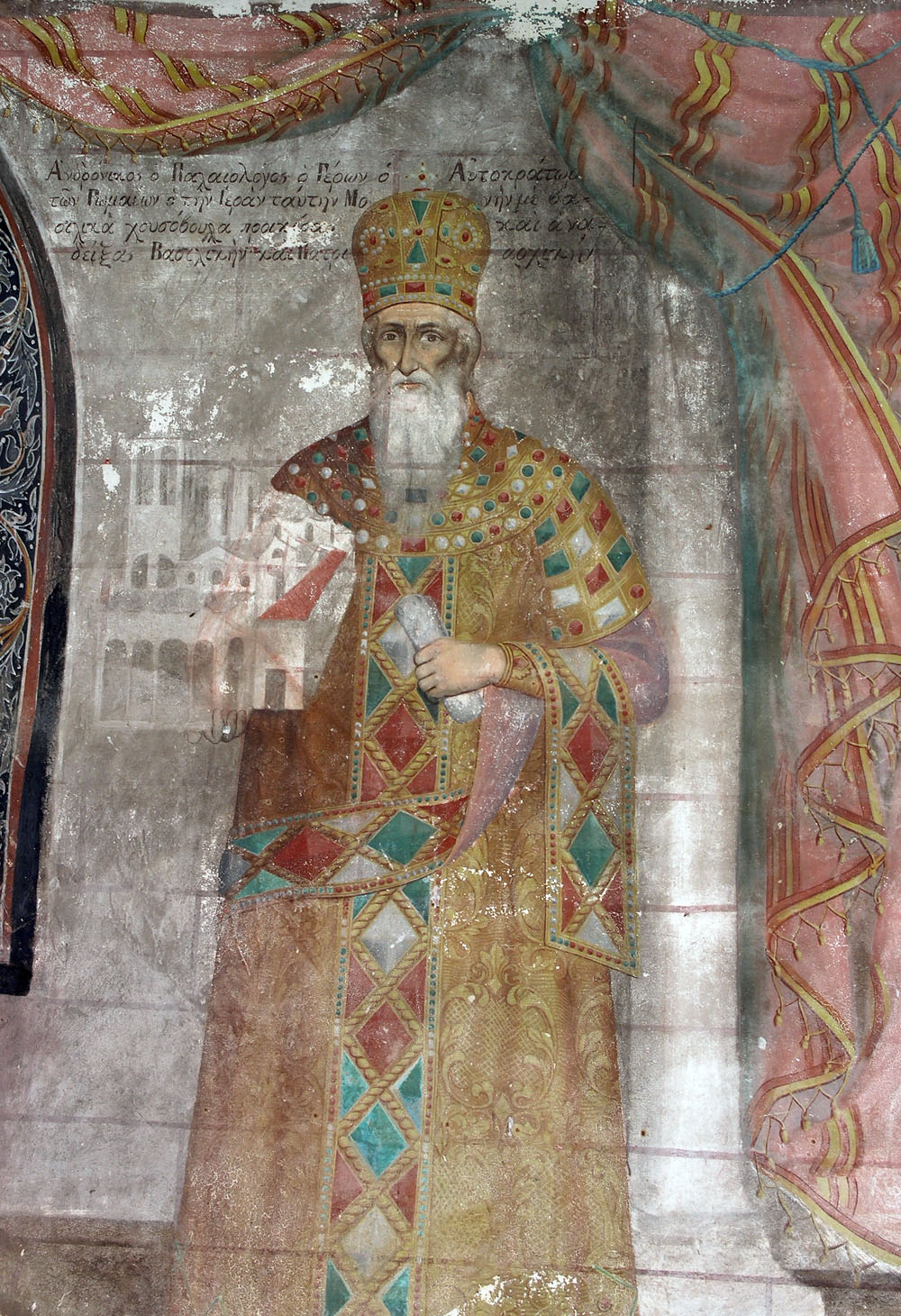
Andronic II échoue dans ses tentatives de préserver les derniers territoires asiatiques de l'Empire byzantin.

L’Empire byzantin sous Michel en 1265.

Sous Michel VIII Paléologue, la situation asiatique de l'Empire byzantin n'a pas vraiment changé par rapport à 1204. La plus grande perte est probablement l'indépendance de l'empire de Trébizonde qui prive l'Empire byzantin d'une importante place commerciale. À l'image de ses prédécesseurs, Michel continue de mener une politique offensive en Europe en cherchant à réintégrer le despotat d'Épire dans l'empire et à éviter une nouvelle croisade contre lui. Dès lors, il n'a plus les moyens pour mener une politique d'envergure en Asie mineure, malgré la désagrégation du sultanat de Roum. Bien au contraire, il signe la paix avec le Mongol Houlagou Khan, qui règne dans la région ; amitié destinée à servir de bouclier contre d'éventuelles intentions offensives du sultanat de Roum. En fait, il ne négocie presque plus avec les Turcs, qui ne sont plus qu'une puissance secondaire, mais plutôt avec les Mongols ou les Musulmans tels Baybars (1260-1277).
Les Seldjoukides, conduits depuis 1265 par Pervane (1265-1277), le régent de Kay Khusraw III (1265-1284), ambitionnent de chasser les Mongols d'Anatolie. C'est dans ce but qu'est signée une alliance secrète avec Baybars. Les Mongols sont ainsi défaits par Baybars à la bataille d'Elbistan et en représailles, les Mongols exercent une lourde répression sur les Seldjoukides, coupables d'avoir fui durant la bataille.
Dans ce contexte, les Turcs seldjoukides ne peuvent plus espérer de conquêtes sur l'Empire byzantin. La mort de Pervane en 1277 met un terme de fait au sultanat de Roum. Son sultan, Kay Khusraw, est soumis aux volontés mongoles et les tribus turkmènes, traditionnels soutien des Seldjoukides, constituent des beylicats, toujours plus hardis et de moins en moins enclins à reconnaître l'autorité des Seldjoukides.
Parmi ces principautés, celle des Karamanides s'empare de Konya le 12 mai 1277. Les autres principaux beylicats sont ceux des Germiyanides, des Saruhanides, des Aydinides qui prennent leur indépendance à la fin du XIIIe siècle. De même, la tribu Kayı, qui donne naissance plus tard aux Ottomans, s'établit à la frontière entre les territoires turcs et byzantins. Söğüt, prise aux Byzantins en 1265, devient la première capitale du beylicat ottoman.
Michel VIII commet alors l'erreur d'affaiblir la défense de la frontière, gravement menacée par l'émergence de ces petites principautés en mal de conquêtes. Ainsi, les privilèges des colons qui assuraient la défense de la frontière contre les incursions turques sont supprimés. L'empereur souhaite en effet diminuer les dépenses militaires en Anatolie pour se consacrer à la reconstruction de Constantinople, ruinée par l'occupation latine, et à ses ambitions en Europe.
En outre, la reprise de Constantinople en 1261, suivie par la disparition de l'Empire latin de Constantinople, déplace le centre de gravité de l'empire en dehors des territoires asiatiques. Les frontières sont alors libérées de toute contrainte pour les émirats turcs qui multiplient leurs incursions dans la vallée du Méandre et en Carie. Face au danger, Michel envoie son frère Jean Paléologue, qui réussit à mettre la région en état de défense et à y mettre fin aux incursions turques. Restauration éphémère : son départ est suivi de nombreux raids turcs, qui aboutissent à la prise de Tralles,. En réaction, Andronic II, le fils de Michel, est envoyé contre les Turcs en 1281. Il reprend la ville de Tralles, renommée Andronicopolis. Mais les défenses insuffisamment reconstruites, ainsi que le manque d'approvisionnement, entraînent la chute de la ville, prise par les Turcs. Le traité qui s'ensuit livre la ville aux Turcs ; ils y installent un émirat qui menace de plus en plus les possessions asiatiques de l'Empire byzantin. En fait, c'est l'ensemble de ces possessions qui sont progressivement traversées par des bandes turques qui, à l'image de ce qui s'était passé à la fin du XIe siècle, exercent un contrôle de plus en plus important sur ces territoires. Si les villes arrivent parfois à résister, il n'en est pas de même des campagnes traversées par les bandes turques. Michel VIII réussit cependant à repousser les Turcs de la Bithynie lors d'une campagne en 1281 et fortifie les rives du fleuve Sangarios.

#### Accélération du déclin byzantin (1281-1304)

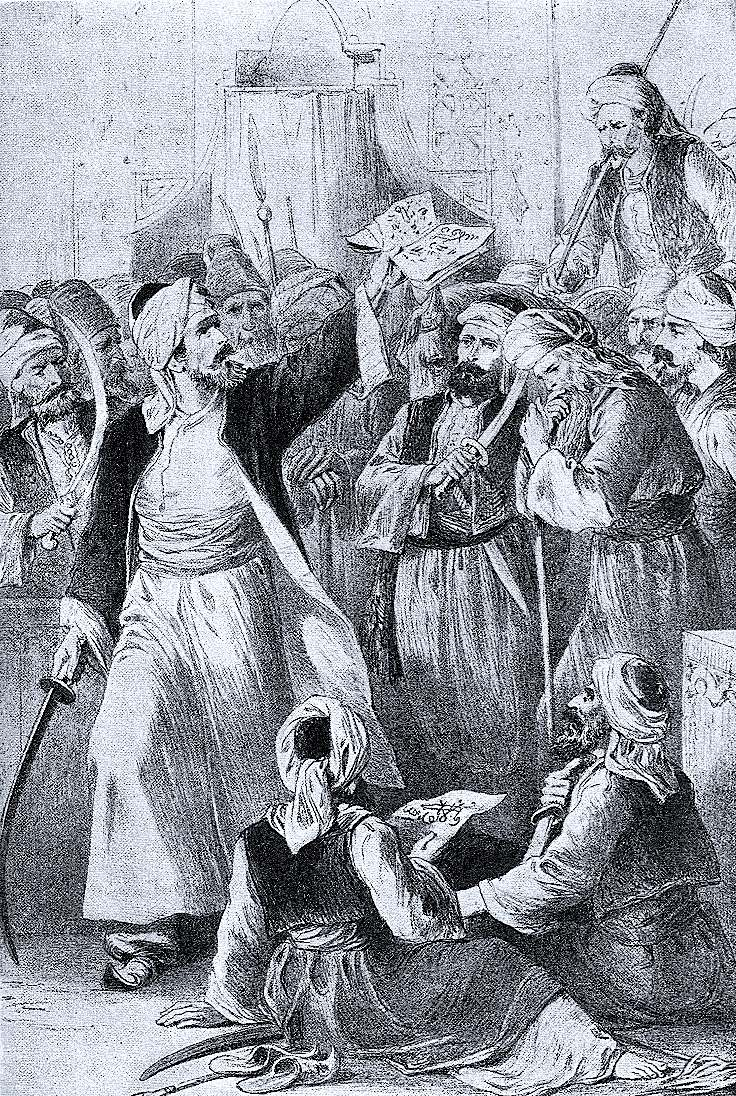
Osman Ier accompagné de guerriers Ghazis. Ces derniers très combatifs fournissent les meilleures troupes à l'armée ottomane naissante.

Néanmoins, le mouvement d'invasion s'accélère après la mort de Michel VIII en 1282. De plus, certains habitants des territoires asiatiques de l'Empire byzantin se considèrent abandonnés par le pouvoir central, ce qui donne lieu à une rancœur tenace qui s'exprime notamment par une adhésion à la doctrine arsénite. Ce mouvement apparaît à la suite de la destitution du patriarche Arsène Autorianos par Michel VIII. Les arsénites contestent cette destitution et refusent de reconnaître l'autorité des patriarches succédant à Arsène. Au-delà de cette querelle religieuse se cache une question politique. Les arsénites sont bien souvent les partisans de l'ancienne famille régnante des Lascaris remplacée par les Paléologue. Pendant ce temps, les Ottomans, encore secondaires par rapport à d'autres émirats, s'étendent pourtant de plus en plus et occupent la Bithynie.
Durant sept années, le nouveau basileus ne se préoccupe pas des affaires asiatiques et ne mène pas de campagne contre les Turcs, contrairement aux volontés de son père. Cependant, à partir de 1290, Andronic II commence à s'intéresser à ses possessions asiatiques, qu'il tient à ne pas perdre. Il y construit des forts et entraîne son armée en préparation à des campagnes contre les émirats turcs. Il transporte aussi sa cour en Anatolie pour mieux superviser les opérations. Il tente même de reconstituer le système des akritoi ou des colons supprimés par Michel VIII le long de la frontière avec les Turcs, mais sans succès. Ensuite, il ordonne au général Alexis Philanthropénos de repousser les Turcs. Ce dernier, après une campagne victorieuse dans la vallée du Méandre et en Carie, tente de se rebeller, mais il est vaincu, malgré le soutien des populations libérées. Cet événement conduit à l'abandon de la campagne en décembre 1296. Jean Tarchaniotès est alors nommé général dans la région la même année. Malgré de nombreux succès, il est contraint d'abandonner son poste devant l'opposition du patriarche et celle de ses officiers, qui lui reprochent de ne pas les laisser se servir dans la solde des soldats. Les généraux qui viennent ensuite n'arrivent pas, quant à eux, à obtenir les succès de leurs prédécesseurs, et tolèrent les dévoiements financiers de leurs officiers.
De leur côté, les émirats de Saroukan, Kermian et Karaman occupent les provinces maritimes et s'étendent à l'intérieur des terres aux dépens des Byzantins. Or, malgré les dires de Théodore Métochitès, le règne d'Andronic se caractérise par une suite de défaites pour l'Empire byzantin. Ainsi, en 1302, à la bataille de Bapheus, l'armée byzantine dirigée par Michel IX Paléologue est vaincue par les troupes ottomanes d'Osman Ier (1281-1326), qui capturent plusieurs forts situés entre Nicée et Nicomédie. Deux ans après, c'est Progonos Sgouros, le commandant des arbalétriers byzantins qui est vaincu dans la région de Kaitokia. Les villes de Bithynie tentent tant bien que mal de résister aux assauts turcs. La défense de Philadelphie est prise en main par l'évêque, Magnésie est dirigée de manière quasi indépendante par Attaliotès et Michel IX réussit à tenir Pergame quelques mois avant de se replier à Constantinople.
Seul un secours extérieur paraît alors pouvoir sauver les dernières possessions asiatiques de l'Empire byzantin. Andronic demande d'abord l'aide de Mahmoud Ghazan Khan, le khan mongol de Perse, mais celui-ci meurt en 1304. Il tente de faire une offre comparable à son successeur en 1305 et même si les Mongols promettent d'envoyer 40 000 hommes contre les Turcs selon Georges Pachymérès, le seul résultat de ces contacts consiste en la prise d'une forteresse byzantine par les Ottomans, pour sanctionner ces agissements. Cette nouvelle perte contribue à supprimer les communications entre Nicée et Nicomédie. Cependant, entre-temps, Andronic II reçoit le soutien d'une compagnie de Catalans qui se met au service de l'empire contre les Turcs.

#### Épisode catalan

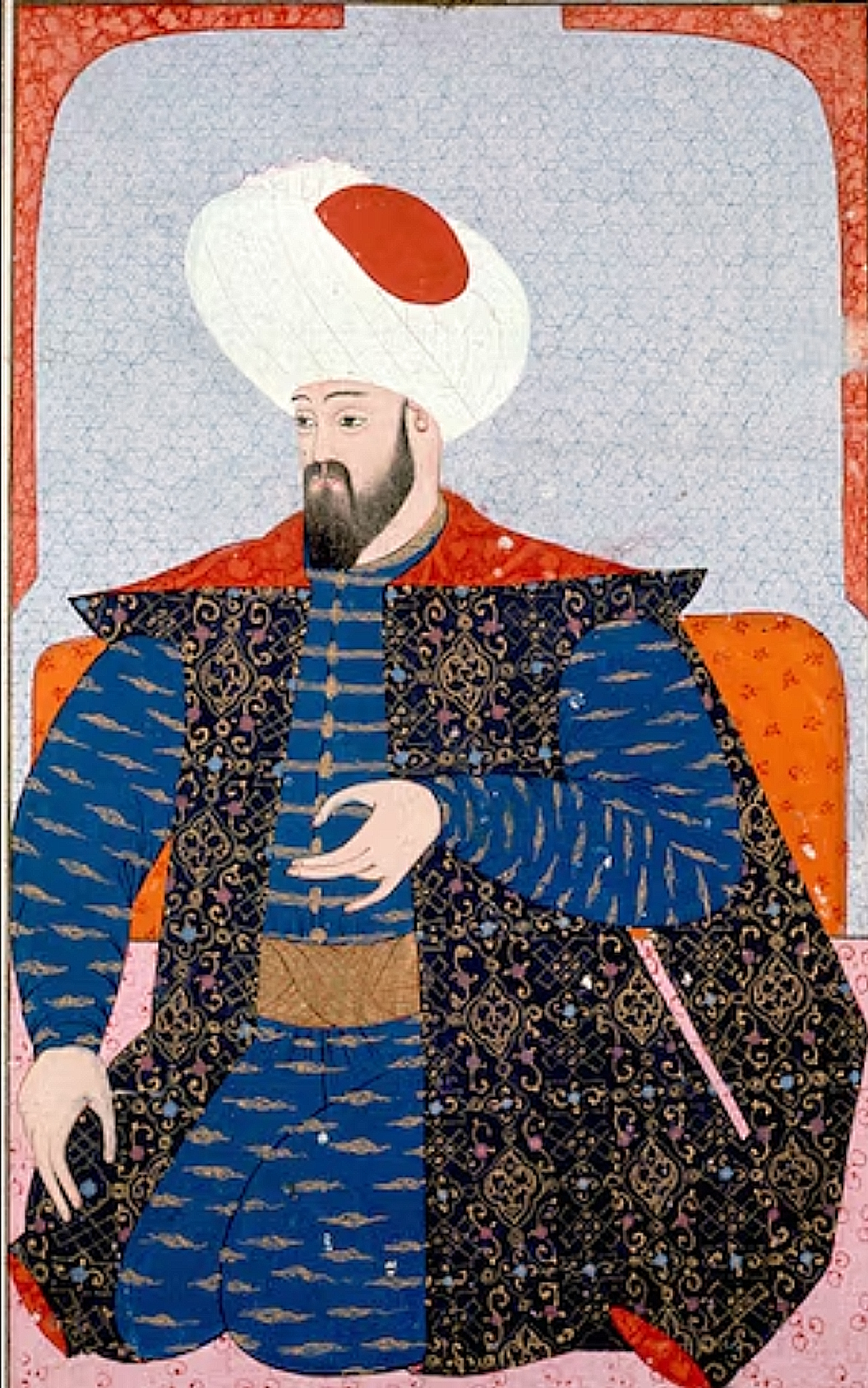
Osman Ier, le fondateur de l'émirat ottoman contribue à la perte des territoires asiatiques de l'Empire byzantin.

Cette compagnie, dirigée par Roger de Flor, est levée par Frédéric II de Sicile pour combattre Charles II d'Anjou. Lorsque la paix intervient entre les deux souverains, elle se trouve libre. Roger de Flor offre alors ses services à Andronic en échange du titre de mégaduc, de la main d'une princesse byzantine, ainsi qu'une solde pour l'ensemble de ses soldats deux fois supérieure à celle que l'on donne aux mercenaires habituels. Cette troupe plutôt indisciplinée est envoyée en Asie par Andronic II alors même que les Turcs envahissent les dernières terres byzantines de l'Anatolie laissées à l'abandon.
En janvier 1304, les 6 000 Catalans sont à Cyzique et obligent les Turcs à lever le siège. En avril, ils se lancent dans la conquête de l'Asie mineure et écrasent les Turcs qui assiègent Philadelphie. L'ensemble des troupes turques qui s'opposent à leur progression est vaincu et bientôt Roger de Flor et ses hommes sont dans le Taurus. C'est dans cette région qu'ils battent une armée turque aux Portes de Fer. Mais ces conquêtes sont réduites à néant par la mésentente croissante entre les Catalans et les habitants de l'Anatolie. Ainsi, à Magnésie, les habitants pillent le butin accumulé par Roger de Flor et lorsque ce dernier revient, il met le siège devant la cité. Finalement, il ne peut continuer sa campagne contre les Turcs car Andronic le rappelle en Europe où il est en guerre contre les Bulgares.
Cependant, les relations se dégradent entre les Catalans installés depuis leur retour à Gallipoli par Berenguer d'Entença et les Byzantins. La situation est désastreuse pour l'Empire byzantin, les Catalans se sont forgé un territoire indépendant au sein même de l'empire tandis que les Turcs reprennent les territoires perdus et assiègent Philadelphie. Andronic réussit pourtant à convaincre Roger de Flor de combattre les Turcs et celui-ci s'apprête à s'acquitter de sa tâche avec 3 000 hommes avant d'être assassiné sur les ordres de Michel IX (7 avril 1307).
La réaction catalane ne se fait pas attendre. Ils pillent impunément une grande partie des terres européennes pendant près de deux ans, entraînant avec eux des soldats de diverses nationalités, y compris des Turcs. Finalement, après s'être divisés, les Catalans fondent le duché de Néopatrie. Ces troubles profitent bien sûr aux Turcs qui, à l'exception de la Bithynie et de quelques autres villes, ont pris toutes les villes anatoliennes de l'Empire byzantin. Ainsi, la cité d'Éphèse est prise par Sasa Bey, un lieutenant du clan de Menteşe, le 24 octobre 1304, après avoir pris le contrôle de la vallée du Caystre, et Magnésie tombe aux mains des Saruhanides en 1313. Il en est ainsi pour de nombreuses cités byzantines.

### Désagrégation de l'Empire byzantin et naissance de la puissance ottomane

#### Constantinople entre guerres civiles et assauts turcs

Carte des beylicats d’Anatolie vers 1330.

Alors même que les Byzantins perdent leurs dernières places fortes asiatiques, les Turcs commencent leurs incursions européennes. Celles-ci ont commencé en parallèle avec les pillages menés par la compagnie catalane en Thrace. Mais le départ de celle-ci pour Athènes ne signifie pas le retour à la paix pour la péninsule de Gallipoli et ses alentours. De nombreux Turcs prennent le relais des Catalans et pillent la Thrace. Michel IX est une première fois vaincu par les Turcs dirigés par Halil en 1311. Il faut attendre 1314 pour qu'une nouvelle armée soutenue par les Serbes n'arrive à encercler et à vaincre les 1 800 Turcs présents dans la péninsule de Gallipoli. Dans le même temps, les Ottomans prennent le contrôle de l'île d'İmralı située en mer de Marmara grâce à l'action de l'amiral Emir Ali. C'est la première des îles de cette mer à être occupée par les Turcs et ces derniers y installent une base navale leur permettant de couper les communications entre Brousse et le reste de l'Empire.
De surcroît, l'année 1321 marque le début d'une nouvelle guerre civile désastreuse pour l'Empire byzantin. Elle oppose Andronic II à son petit-fils Andronic III qu'il déshérite au profit d'un bâtard de son second fils Constantin. Cette guerre civile qui dure jusqu'en 1328 achève de désorganiser l'empire qui ne peut défendre les quelques places fortes qu'il garde encore en Anatolie. La plus grande perte est celle de la ville de Brousse, réduite par la famine le 6 avril 1326. Les Ottomans qui en sont les nouveaux maîtres en font leur capitale à partir du règne d'Orkhan (1326-1360), le successeur d'Osman Ier. Cependant, Andronic II réussit de nouveau à sauver Philadelphie en rappelant le général Philanthropénos, qui, malgré sa cécité et son âge avancé, réussit à repousser les Turcs. Malgré, tout, à cette date, les Ottomans, alors qu'ils ne sont qu'un petit émirat parmi d'autres, font déjà figure d'adversaire principal pour l'Empire byzantin.

L'Empire byzantin à la fin du règne d'Andronic II.

La victoire d'Andronic III (1328-1341) en 1328 met provisoirement fin à la guerre civile. Le nouvel empereur souhaite restaurer la grandeur de l'empire mais celui-ci ne peut assurer une guerre sur deux fronts, à la fois contre les Serbes et les Bulgares et contre les Turcs. Andronic se concentre plutôt dans la lutte contre les premiers et essaie de sauvegarder ses derniers territoires asiatiques en signant en 1329 un traité avec l'émir de Phrygie (Saroukhan), le plus puissant des émirs turcs qui réside à Kütahya et Umur Bey, l'émir de Smyrne. Mais il ne peut empêcher les Ottomans de poursuivre leurs incursions. En 1328, ils mettent le siège devant Nicée. Andronic tente de faire lever celui-ci en envoyant une armée de 2 000 hommes en Asie Mineure, qu'il dirige avec Jean Cantacuzène. Celle-ci est battue le 10 juin 1329 à Pélékanon,.
Après cette défaite, le gouverneur de Nicée comprend qu'il n'a plus aucune chance d'être secouru et livre la ville aux Turcs le 2 mars 1331. C'est ensuite la ville de Nicomédie qui est prise d'assaut. En 1333, Andronic III vient pourtant traiter directement avec Orkhan à qui il donne 12 000 hyperpères d'or en échange de la sauvegarde des dernières terres byzantines de l'Asie Mineure. Pourtant, la cité de Nicomédie tombe en 1337 et seules des villes comme Philadelphie ou Héraclée du Pont sont encore byzantines en Asie.

#### AndronicIII, entre alliances et belligérance avec les Turcs

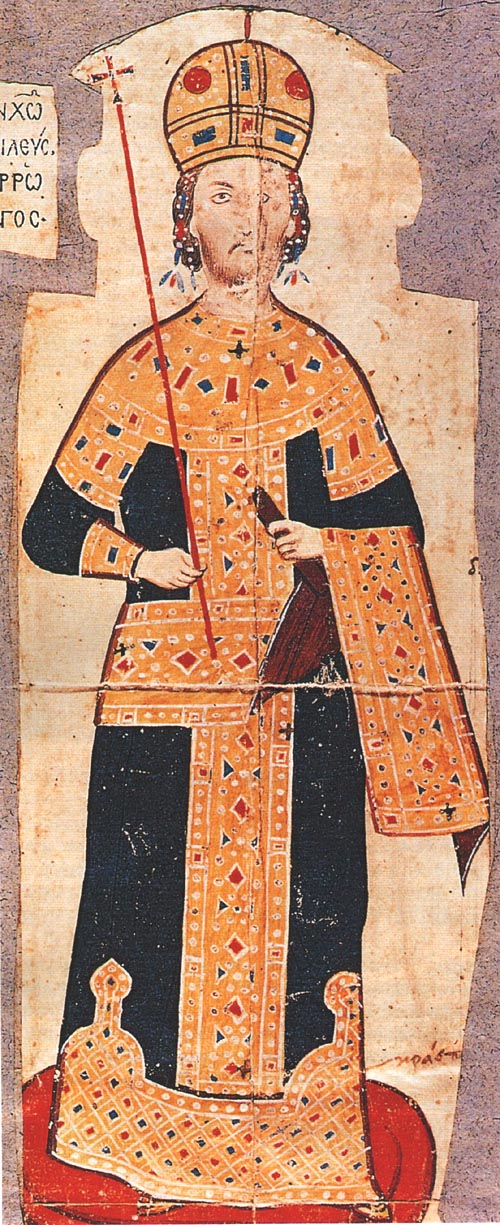
Miniature d'Andronic III.

À cette date, l'émirat ottoman devient une force de plus en plus importante qui se lance à l'assaut de ses voisins. En fait, les Ottomans profitent de leur proximité d'avec les territoires byzantins pour gagner en puissance. En effet, les autres émirats turcs, en atteignant les rivages de la mer Égée, peinent à trouver des territoires pouvant satisfaire leurs ambitions. Au contraire, les Ottomans, obligés de faire face à la résistance byzantine réussissent à entretenir une ferveur guerrière et une forte combativité, attirant des troupes parfois indisciplinées (les ghazis) mais qui, installées aux frontières de l'Empire byzantin, peuvent ravager celui-ci. En définitive, Osman se retrouve très tôt avec une très forte population au sein de son territoire qu'il réussit cependant à discipliner pour que son émirat ne perde pas en cohésion,.
Les autres émirats turcs n'en sont pas moins de dangereux adversaires pour l'empire, notamment ceux qui — au contraire de Constantinople — disposent d'une force maritime importante. Ainsi, plusieurs flottes de corsaires turcs mettent à mal les communications byzantines en mer Égée. La principale est au service de Saroukhan, émir de Magnésie ; Umur Bey, émir d'Aïdin à Smyrne et Khidr beg, émir d'Éphèse, entretiennent également chacun une flotte menaçante pour les Byzantins. Les îles de la mer Égée contrôlées soit par les latins, soit par les byzantins, soit par les Hospitaliers de l'ordre de Saint-Jean de Jérusalem), une défense coordonnée est difficile. Les Hospitaliers arrivent avec succès à défendre leurs possessions contre les émirs turcs mais cela ne suffit pas à les arrêter.
En 1333, les côtes de la Thrace sont ravagées par un raid maritime de Saroukhan, émir de Phrygie, dont les troupes débarquent ensuite. L'armée d'Andronic a cependant un effet dissuasif face aux violations répétées du traité de 1329 par Saroukhan. Andronic est même obligé de diriger une expédition pour chasser les Turcs de Rodosto. À partir de 1332, Andronic fait partie de la ligue des puissances chrétiennes, une ligue navale composée des Byzantins, des Vénitiens, des Hospitaliers et des Francs de Chypre. Le but de cette dernière est Smyrne d'où partent les expéditions d'Umur bey. La ville n'est cependant pas attaquée et la ligue doit se contenter de quelques victoires sur l'émir de Karasi avant que la mort du pape Jean XXII, l'initiateur du mouvement, ne mette un terme aux activités de la ligue.
Les Turcs commencent même à assaillir l'Europe et Andronic doit une nouvelle fois les repousser près de Thessalonique puis dans les environs de Constantinople. Pour faire face à ces multiples attaques, Andronic permet à Benoît et Martin Zaccaria de devenir souverain de l'île de Chios. Ces derniers remportent plusieurs succès contre les corsaires turcs. Grisé par ces victoires, Martin s'éloigne de la tutelle byzantine et prend seul la direction de l'île. Face au danger d'une nouvelle puissance concurrente, Andronic envoie une centaine de navires qui reprennent l'île en 1329. Paradoxalement, c'est avec l'aide de Saroukhan et d'Umur bey qu'Andronic peut reprendre le contrôle de l'île de Lesbos et de la ville de Phocée aux Italiens en 1335. Ainsi, Saroukhan lui envoie des hommes et ravitaille l'armée impériale durant son siège de Phocée. Umur bey quant à lui signe un traité qui instaure une alliance défensive entre les deux États contre les Ottomans et les Italiens tandis qu'Umur bey voit son État reconnu par Andronic qui lui fournit en outre, une somme de 100 000 hyperpères. Ces alliances avec les émirs turcs peuvent apparaître étonnantes mais à cette date, l'Empire byzantin craint surtout les multiples seigneurs italiens implantés en mer Égée et qui menacent les possessions de l'empire, d'autant plus que la papauté se refuse à admettre l'entrée des Byzantins dans une éventuelle croisade. Saroukhan ou Umur bey apparaissent alors comme des alliés possibles pour Constantinople.

#### Premiers pas des Ottomans en Europe (1341-1355)

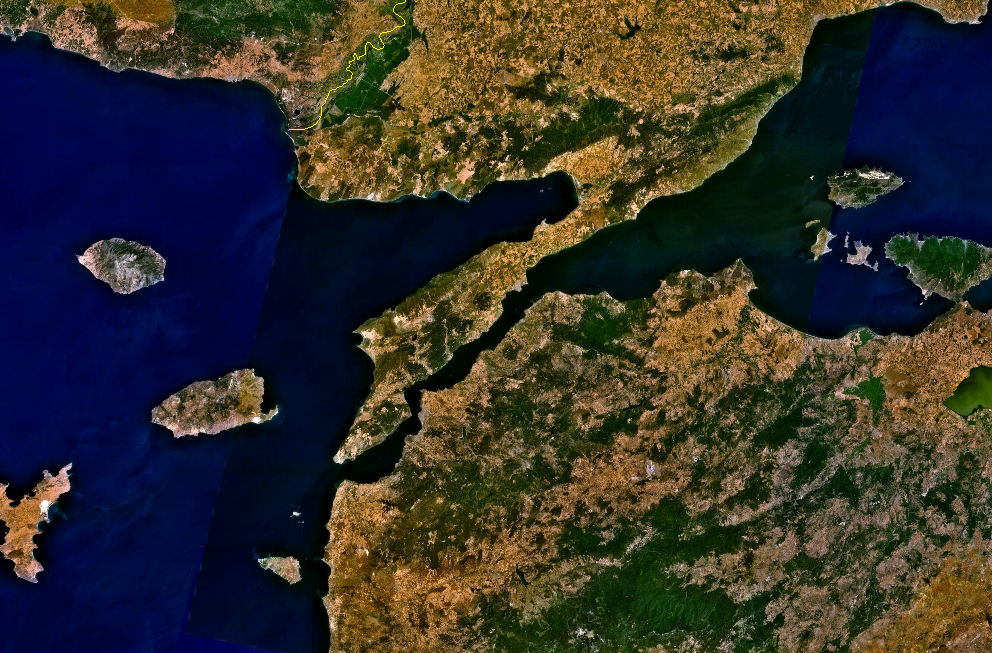
Vue satellite de la péninsule de Gallipoli, qui devient en 1354 le premier territoire européen conquis de manière durable par les Turcs.

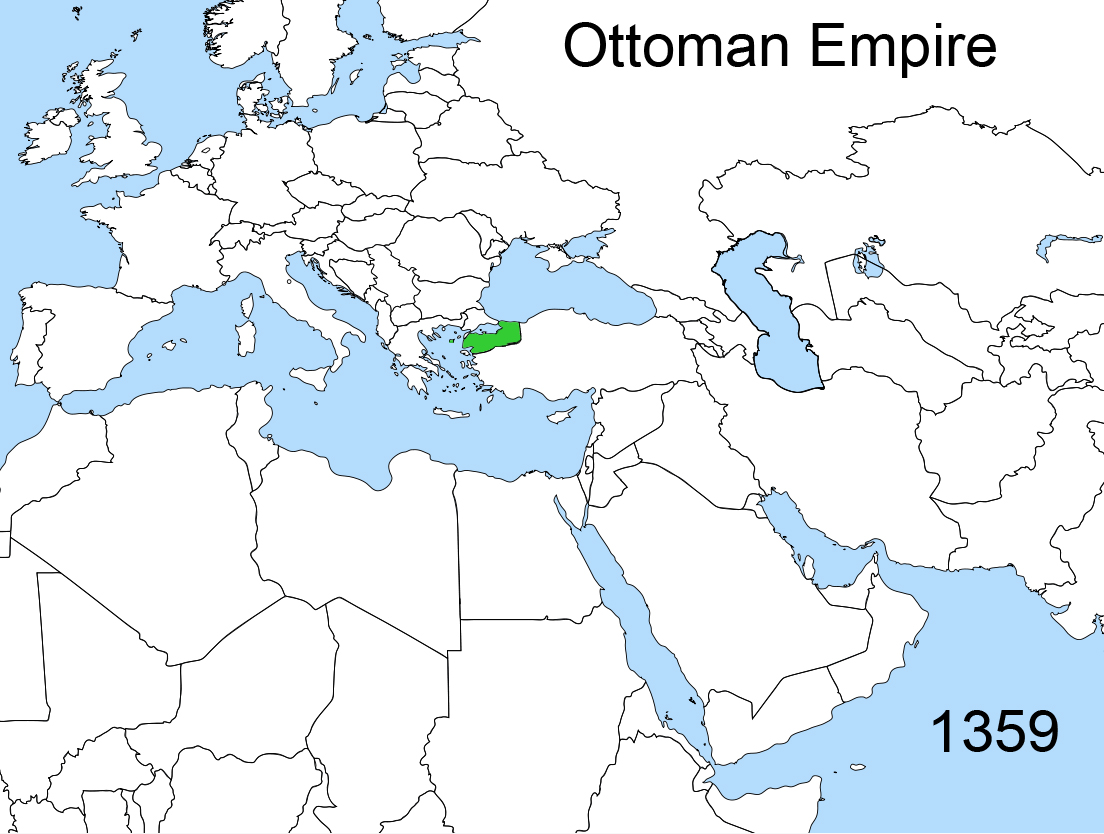
L'Empire ottoman en 1359

La mort d'Andronic III en 1341 est à l'origine d'une nouvelle guerre civile désastreuse pour l'empire. Celle-ci éclate entre Jean Cantacuzène, nommé régent de Jean V Paléologue (1341-1376) et Anne de Savoie, la femme d'Andronic III, lorsque celle-ci, sous l'influence du patriarche Jean Calecas, démet Jean Cantacuzène de toutes ses fonctions. En réaction, il se proclame empereur le 26 octobre 1341 sans toutefois remettre en cause la place sur le trône de Jean V. Pour parvenir à ses fins, Jean Cantacuzène fait appel à Umur bey mais l'armée de celui-ci échoue à prendre Thessalonique et il doit retourner à Didymotique en novembre 1343,. Jean Cantacuzène est alors acculé par les troupes serbes et bulgares qui soutiennent Anne de Savoie. Mais les soldats d'Umur bey, toujours présents en Thrace, les repoussent. Devant les défaites d'Umur bey face à la croisade de l'Archipel, Jean Cantacuzène demande l'aide d'Orkhan à la fin de l'année 1344 et lui donne sa fille Théodora en mariage. En échange, Orkhan lui fournit 6 000 hommes alors qu'il vient de les refuser à Anne de Savoie. Cette dernière réussit alors à obtenir de Saroukhan l'envoi de 6 000 hommes destinés à combattre Jean Cantacuzène, mais qui préfèrent piller les alentours de Constantinople et s'attaquer à la Bulgarie plus riche. Finalement, en 1347, Jean Cantacuzène pénètre à Constantinople. À la même époque, les Ottomans prennent le contrôle du beylicat des Karesioğulları. En Europe, les troupes turques qui soutiennent Jean Cantacuzène — couronné entre-temps sous le nom de Jean VI (1347-1354) — menacent l'intégrité de l'Empire byzantin. Jean VI et Jean V Paléologue, les deux empereurs, sont obligés de les combattre en 1348 alors qu'ils reviennent vers Constantinople.
Les Ottomans sont cependant les meilleurs alliés de Jean VI dans ses diverses campagnes. Ainsi, lorsque Jean V, qui possède le territoire des Rhodopes, et Mathieu Cantacuzène qui a dû céder celui-ci à la place des territoires environnants Andrinople se livrent à une véritable guerre, c'est Jean VI qui intervient avec l'aide des Ottomans dirigés par Soliman, le fils d'Orkhan pour rétablir Mathieu dans ses droits. Mais les territoires de Mathieu sont pourtant pillés par les Ottomans qui réussissent toutefois à repousser une armée serbo-bulgare venue soutenir Jean V. En 1350, lorsque la rébellion zélote menace de séparer Thessalonique du reste de l'empire, Jean VI obtient dans un premier temps l'aide de 20 000 cavaliers turcs pour reprendre le contrôle de la cité. Même si cette troupe repart en Asie Mineure avant l'opération, Jean réussit à obtenir l'aide de 22 bateaux pirates turcs, qui lui permettent de ramener Thessalonique dans le giron de l'empire. En 1350, Jean VI utilise des navires turcs qui remontent le fleuve pour reprendre Béroia, tombée aux mains des Serbes quelques années auparavant. De même, lorsque les Serbes acquis à la cause de Jean V attaquent l'Empire byzantin, ce sont 10 000 Ottomans (Nicéphore Grégoras parle de 12 000) qui viennent au secours de Jean VI et repoussent les Serbes en 1352. De nouveau, les territoires byzantins sont pillés. Les Turcs en profitent pour s'installer en Thrace et occuper la forteresse de Tzimpé près de Gallipoli. Jean Cantacuzène demande sans succès aux Ottomans de rendre cette place aux Byzantins en échange de 10 000 hyperpères d'or et s'apprête à demander l'arbitrage d'Orkhan, le père de Soliman,. Cependant, le 2 mars 1354, un tremblement de terre dévaste la cité de Gallipoli et les Turcs profitent de la situation pour s'en emparer et en faire une tête de pont pour leurs conquêtes européennes. Les rançons et les multiples demandes de Jean VI demandant à Orkhan d'abandonner la cité sont inutiles. Dès lors, l'alliance byzantino-ottomane est rompue et Jean VI ne peut plus espérer conserver son trône. La population considère que son alliance avec les Turcs est la source des problèmes de l'empire et la prise de Gallipoli crée un mouvement de panique dans la population qui craint que Constantinople ne soit menacée. À la fin de l'année 1355, Jean V prend la tête de l'empire et Jean VI se retire dans un monastère.

### Les incursions turques en Europe (1355-1389)

#### Conquête de la Thrace byzantine (1355-1370)

La péninsule balkanique à la veille de l'invasion ottomane.

À l'avènement de Jean V, la situation de l'Empire byzantin est désastreuse. Ses finances sont vides, ses guerres intestines l'ont ruiné et il apparaît de plus en plus divisé. Ainsi, Mathieu Cantacuzène, coempereur avec son père à partir de 1352 possède toujours le domaine d'Andrinople après l'arrivée au pouvoir de Jean V jusqu'en 1357. En Morée, l'autre fils de Jean VI, Manuel, est despote de Mistra. Presque indépendant de Constantinople, il y mène une lutte acharnée contre les pirates turcs. L'émirat ottoman, lui, n'est pas le plus puissant de tous les États turcs, il ne contrôle que le nord-ouest de l'Anatolie. Mais la prise de Gallipoli lui offre un formidable tremplin pour des conquêtes européennes et l'Empire byzantin ne peut lui opposer aucune résistance. Ainsi, Orkhan accuse Jean V d'être coupable de la capture de son fils par des pirates phocéens. Jean est obligé de payer une rançon et doit reconnaître la tutelle ottomane sur les villes de Thrace dont Orkhan s'est emparé. Dans cette deuxième moitié du XIVe siècle, l'Empire byzantin apparaît à la dérive et incapable de résister aux Ottomans qui enserrent de plus en plus Constantinople. De plus, en 1352, Orkhan s'est rendu maître de Chalcédoine situé en face de Constantinople, sur la rive asiatique du Bosphore. Dans cette situation, les Vénitiens ont même l'idée de prendre possession de Constantinople pour l'empêcher de tomber aux mains des Turcs.

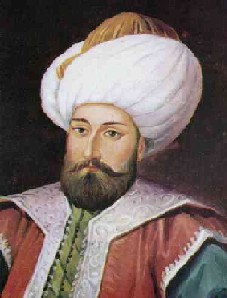
En transférant sa capitale à Andrinople, Mourad Ier affirme le caractère européen de l'État ottoman.

De Gallipoli, les Ottomans menés par Soliman, le fils d'Orkhan se rapprochent peu à peu d'Andrinople après avoir sans succès soutenu Mathieu contre Jean V. En 1359, les Ottomans se présentent devant Constantinople mais n'essaient pas d'en prendre possession. En 1361, ils s'emparent Didymotique, qui à l'image des villes de Tchorlou et Kirk Kilissé est plusieurs fois reprise par les Byzantins. Ces conquêtes ainsi qu'une victoire ottomane près de Lulle Bourgas ouvrent la voie d'Andrinople aux Ottomans qui en prennent possession, provisoirement en 1361, définitivement en 1369,. Mourad Ier (1360-1389), le successeur d'Orkhan continue cette politique d'expansion européenne en obligeant Jean V à reconnaître sa souveraineté sur la Thrace. Les Ottomans, grâce au concours des différentes bandes turques présentes en Europe depuis plusieurs années prennent la ville de Philippopolis en 1363. Pour renforcer leur emprise sur les territoires nouvellement conquis, les Ottomans installent des colons turcs à la place des populations indigènes réduites en esclavage.
Face au danger, Jean V tente d'en appeler aux princes occidentaux pour qu'ils mettent en place une croisade contre les Turcs. Il essaie de renouer le dialogue avec l'autorité pontificale en promettant à Innocent VI qu'un légat permanent pourrait résider à Constantinople et intervenir dans les nominations ecclésiastiques. En échange, une croisade dirigée par Jean V serait lancée. C'est le projet d'union qui ressurgit. Une nouvelle fois Jean V s'oppose au clergé byzantin, hostile à tout projet d'union sous l'égide pontificale. Ainsi, l'expédition du légat Pierre Thomas n'aboutit qu'à la reconquête provisoire de Lampsaque. En 1366, c'est Amédée VI de Savoie, cousin de Jean V, qui intervient à Constantinople. Jean V après un voyage en Europe pour mander l'aide des États chrétiens est détenu prisonnier par les Bulgares. Amédée VI réussit à bloquer l'avance des Turcs en prenant d'assaut Gallipoli, dégageant l'accès maritime à Constantinople. Après avoir contraint les Bulgares à libérer Jean V, Amédée chasse les Turcs de plusieurs forteresses de l'Hellespont avant de repartir en Savoie. Cette expédition victorieuse ne permet cependant pas à l'Empire byzantin de reprendre possession de la Thrace alors que les Turcs présents eu Europe sont pourtant isolés du territoire ottoman. De plus, Louis Ier de Hongrie se refuse à intervenir contre les possessions européennes des Ottomans. Devant l'échec d'une croisade des États catholiques, certains dignitaires ecclésiastiques de Constantinople se tournent vers l'idée d'une croisade orthodoxe. Jean V ne désespère pourtant pas d'obtenir le soutien de la papauté.

#### L'Empire byzantin à la recherche de soutiens extérieurs (1370-1389)
En 1369, le Basileus entreprend un nouveau voyage et lors de sa rencontre avec Urbain V il renonce à tous les dogmes contraires au rite catholique. Cela est cependant insuffisant. D'une part, l'abjuration n'est pas le fait du clergé grec et d'autre part aucune croisade ne survient. Seule Venise est intéressée par l'idée d'une croisade pour empêcher Constantinople de devenir turque. Jean V fait alors de lourdes concessions, il cède l'île de Ténédos mais le refus de son fils Andronic qui assure la régence bloque l'accord. Finalement, un accord est trouvé et Jean V obtient un prêt de 30 000 ducats. Cette intervention vénitienne est d'autant plus pressante que Mourad reprend ses offensives européennes. Très vite, Ivan Aleksandre Asen devient vassal des Ottomans et ces derniers atteignent les rives du Danube. Face à la pression turque, Jean V obtient même le commandement d'une petite flottille offerte par Venise pour lui permettre de rejoindre Constantinople. Pendant ce temps, les efforts d'union des États orthodoxes au sein d'une croisade sont réduits à néant par les conquêtes ottomanes. Les Bulgares n'ont plus de marge de manœuvre, les Serbes sont écrasés à la bataille de la Maritsa et les Byzantins profitent de cette défaite pour reprendre Serres que les Ottomans tentent de leur reprendre en 1372 sans succès comme ils tentent de s'emparer de Thessalonique.
Ainsi, dès 1372, la Bulgarie et la Serbie deviennent des vassaux de l'Empire ottoman, mettant un terme à tout espoir de croisade orthodoxe. Les derniers voyages de Jean V en Europe, l'envoi d'ambassadeurs jusqu'au roi de France Charles V restent lettre morte. Par conséquent, Jean V est contraint de signer un traité humiliant en 1374, se reconnaissant le vassal du sultan Mourad Ier et peu après, il déshérite son fils Andronic de la succession au profit de son autre fils Manuel. C'est le début d'un nouvel affrontement fratricide au sein de l'Empire byzantin dont Mourad se sert à ses propres fins. Dans un premier, Andronic tente de se révolter et obtient le soutien de Saoudj, le fils du sultan. Ce complot est mis au jour et Saoudj est aveuglé par son père. Sommé de faire de même avec Andronic, Jean V ne fait que le rendre borgne. Cela n'arrête pas Andronic qui profite de l'aide de Gênes pour s'évader. Il s'assure ensuite du soutien de Mourad au prix d'un lourd tribut. En 1376, Andronic parvient à prendre le contrôle du trône byzantin et devient le nouveau basileus sous le nom d'Andronic IV (1376-1379). Une de ses premières mesures est de rendre Gallipoli aux Turcs,. En 1379, ce sont Jean V et Manuel qui reprennent le pouvoir grâce au soutien de la marine vénitienne et de l'armée ottomane en renouvelant leurs engagements de vassalité auprès de Mourad II grâce à la promesse d'un tribut plus important que celui payé par Andronic IV et d'un engagement possible à céder de la ville de Philadelphie. Au moment où Jean V reprend le pouvoir effectif, en 1379, Constantinople ne semble pas pouvoir résister très longtemps.

### L'Empire byzantin vassal deBayezidIer(1389-1402)

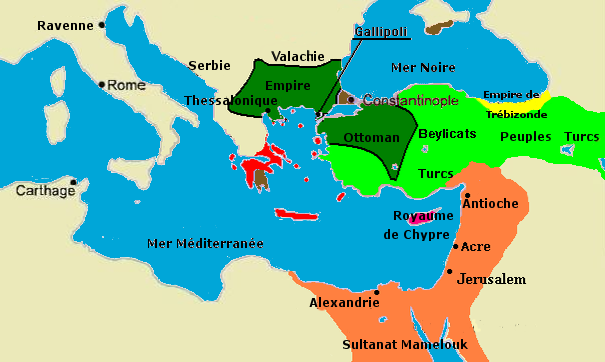
Carte du Moyen-Orient vers 1389. L'Empire byzantin (en marron) se réduit à quelques territoires autour de Constantinople. À la suite de l'occupation de Gallipoli, les Ottomans (vert foncé) étendent rapidement leur suprématie sur la péninsule balkanique en soumettant la Serbie, ce qui leur donne un grand avantage sur les autres émirats turcs rivaux en Anatolie (en vert).

#### L'isolement de Constantinople (1389-1396)

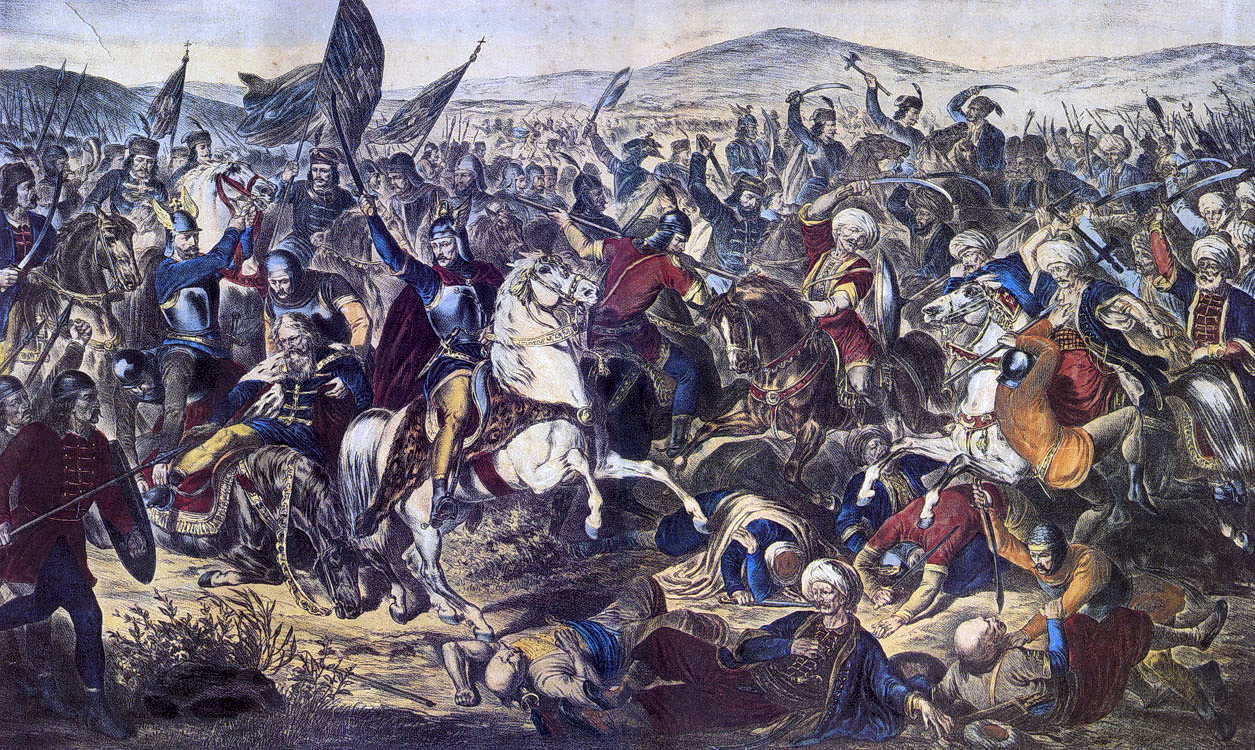
La bataille de Kosovo Polje confirme l'hégémonie turque sur la péninsule balkanique malgré l'union des États chrétiens.

L'Empire byzantin possède encore quelques territoires aux alentours de Thessalonique, dirigés par Manuel, le fils de Jean V qui s'est enfui de Constantinople pour mener lui-même la résistance. Ces territoires sont très vite convoités par Mourad. Après avoir pris Serrès le 19 septembre 1383, Hayr-ad-Din, un général ottoman, assiège Thessalonique mais l'inexistence de marine ottomane fait durer le siège jusqu'en 1387, date à laquelle la cité cède,. Les Ottomans quant à eux, continuent leur progression au sein de la péninsule balkanique notamment contre les chefs albanais. En 1386, ils prennent possession de Sofia et s'ouvrent la voie du Danube. Toutefois, la lourde défaite des Ottomans à la bataille de Pločnik marque le début d'une période de soulèvements dans les Balkans menée par des princes bulgares, serbes et valaques. Finalement, après avoir soumis la Bulgarie, Mourad Ier périt lors de la bataille de Kosovo Polje en 1389 qui se termine sur un succès ottoman et la soumission définitive de la Serbie.
C'est son fils Bayezid Ier (1389-1403) qui lui succède. Lorsque celui-ci accède au pouvoir, l'Empire ottoman reste très européen. Les émirats turcs de l'Asie Mineure sont loin d'être soumis. La politique de Bayezid Ier s'oriente donc dans trois directions. Renforcer l'emprise ottomane sur ses vassaux européens, soumettre les autres émirs turcs et enfin prendre Constantinople. L'Empire byzantin est alors soumis à une tutelle très étroite. Bayezid aide ainsi Jean VII Paléologue (avril 1390-septembre 1390), le fils d'Andronic IV à prendre le trône qu'il garde quelques mois en 1390. Lorsqu'il est déposé par Manuel II et Jean VII, il réussit à obtenir du sultan le territoire de Selymbria. C'est la même année que la dernière possession byzantine en Asie mineure tombe aux mains des Ottomans. La ville de Philadelphie qui a pu garder son indépendance en échange d'un lourd tribut tombe en 1390 aux mains de Bayezid soutenu dans cette entreprise par un petit contingent byzantin mené par Manuel II et Jean V. Jean V est ensuite sommé de détruire une forteresse qu'il vient de construire à proximité de la Corne d'Or. Sa mort en 1391 ne change en rien la situation. Mais, son successeur Manuel (1391-1425), s'est échappé de Brousse pour ceindre la couronne impériale ce qui n'est pas du tout du goût de Bayezid. Ce dernier réagit en mettant en place le blocus de Constantinople avant de l'abandonner en 1392.
Pendant ce temps, l'un des derniers territoires encore sous souveraineté byzantine, la Morée, est en pleine guerre. Le Péloponnèse est en effet partagé entre les Grecs et les Francs de la principauté d'Achaïe. Bayezid demande alors à l'ensemble de ses vassaux de venir à Serrès. Là, il donne tort aux Grecs et condamne les Paléologue à mort, y-compris Manuel II. Le sultan commue la sentence et seuls des conseillers du basileus sont exécutés tandis que plusieurs forteresses de Morée sont contraintes d'accepter des garnisons turques. Théodore Paléologue, le despote de Morée tente d'obtenir l'assistance vénitienne sans résultat et Bayezid se contente d'une expédition punitive. Il vainc ainsi l'armée du despotat près de Corinthe et prend possession des forteresses de Léontation et d'Akova (début 1395). Quant à Constantinople, elle subit à partir de 1394 un blocus de huit ans après le refus exprimé par Manuel II de payer tribut au sultan. Pendant ce temps, Bayezid réduit la résistance des autres émirs turcs, notamment les émirs maritimes (Saruhanides, Aydinides, etc.) et l'émir Karamanide en 1392. En Europe, Bayezid achève de conquérir la péninsule balkanique en prenant la Bosnie et la Valachie.

#### De Nicopolis à Ankara

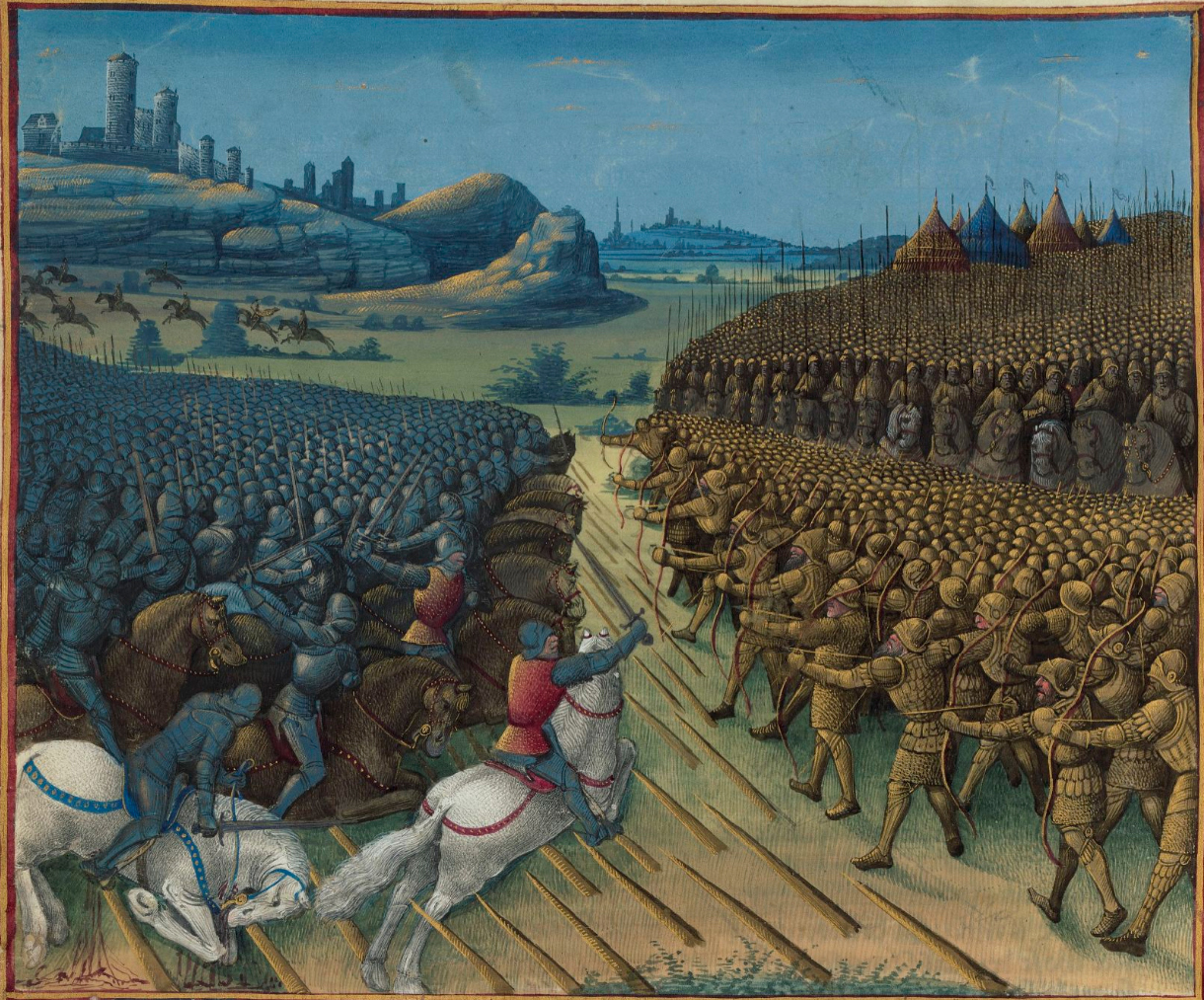
La victoire ottomane à Nicopolis symbolise l'échec des États chrétiens occidentaux pour sauver Constantinople. Miniature de Jean Colombe tirée des Passages d'outremer, vers 1474. BNF Fr.5594 f.263v.

Cependant, la situation désespérée de Constantinople provoque le lancement d'une nouvelle croisade pour défaire le blocus de la ville. Elle est dirigée par Sigismond, roi de Hongrie et comprend un contingent de 10 000 soldats français ainsi que des Allemands, des Valaques, des chevaliers teutoniques et les bulgares du royome d'Ivan Stratzimir. Malgré cette mobilisation, les croisés sont lourdement vaincus à la bataille de Nicopolis. Bayezid se retourne alors contre Constantinople et prend la ville de Selymbria, l'une des dernières possessions byzantines. De même, la Morée subit un raid qui la ravage, Argos voit sa population de 30 000 habitants déportée en Asie mineure et l'armée du despotat est vaincue le 21 juin 1397 près de Léontarion tandis qu'Athènes est provisoirement occupée. L'armée turque se retire ensuite en Thessalie.
Pendant ce temps, le blocus de Constantinople se resserre au point de ressembler à un siège en règle. Il apparaît que la ville est le prochain objectif de Bayezid. L'un des ambassadeurs envoyés par Manuel II en Occident réussit à obtenir de Charles VI de France l'envoi de 1 200 hommes dirigés par le maréchal Boucicaut. Celui-ci ne peut procéder qu'à des coups de main contre les Turcs, qui sont chassés des rives du Bosphore et de la mer de Marmara. Après ces opérations, Boucicaut débarque à Constantinople, qui voit son blocus provisoirement rompu. Manuel se joint alors à Boucicaut quand celui-ci repart en France avec pour objectif de lever une nouvelle croisade, tandis qu'un petit corps de Francs reste à Constantinople et réussit à obtenir quelques succès contre les Turcs. Ce voyage de l'empereur byzantin est avant tout une succession de réceptions fastueuses, mais couronnées de bien peu de résultats. Cependant, lorsque Manuel rentre à Constantinople en 1403, il connaît déjà la lourde défaite de Bayezid lors de la bataille d'Ankara en 1402 contre les forces mongoles de Tamerlan. Cette défaite, qui provoque la dislocation de l'Empire ottoman, est une chance inespérée pour Constantinople, qui peut de nouveau espérer survivre.

## De la bataille d'Ankara à la chute de Constantinople (1402-1453)

### L'Empire ottoman, entre destruction et renaissance (1403-1425)

#### Une paix précaire (1403-1422)

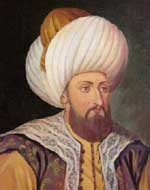
Mourad II tente sans succès de s'emparer de Constantinople en 1422.

L'Empire byzantin en 1403.

La défaite de 1402 a de graves conséquences pour l'Empire ottoman qui semble complètement détruit. Les émirs turcs reprennent leur indépendance tout comme les vassaux européens, et les fils de Bayezid (mort en 1403) se disputent sa succession. Manuel profite de cet événement inespéré pour reprendre des territoires aux Ottomans. Il récupère Thessalonique, une partie de l'actuelle côte bulgare et quelques territoires proches de Constantinople,. De plus, Soliman, à la tête de la partie européenne de l'Empire ottoman, devient vassal de l'Empire byzantin. Mais ce dernier n'a pas les ressources pour regagner ses anciens territoires et les États occidentaux déchirés par les guerres ne peuvent profiter de la désagrégation de la puissance ottomane. La guerre civile ottomane oppose surtout Soliman à son frère Mousa. Après près de huit ans de guerre, Soliman meurt au cours d'une bataille en 1411, et l'Empire ottoman est divisé en une partie européenne dirigée par Mousa et en une partie asiatique dirigée par Mehmed. Mousa s'oppose alors à Constantinople où il vient faire une démonstration de force en août 1411, avant d'essayer sans succès de récupérer Selymbria et Thessalonique. Peu après, c'est Mehmed (1413-1421) qui empêche Mousa de mettre le siège devant Constantinople.
Finalement, en juillet 1413, Mousa est tué lors d'une bataille qui l'oppose à Mehmed, ce qui fait de ce dernier l'unique survivant des fils de Bayezid. Dès l'année suivante, les émirs turcs de l'Anatolie sont de nouveau soumis à l'autorité de Mehmed. Manuel profite de ses rapports pacifiques avec le nouveau sultan, pour confirmer la souveraineté byzantine sur les territoires cédés par Soliman. Il réussit notamment à réaffirmer la souveraineté byzantine sur l'ensemble de la Morée, et le Péloponnèse redevient une province byzantine. Ainsi, le jeune Jean VIII, fils de Manuel y est envoyé pour soutenir le despote Théodore II. Pendant ce temps, les Ottomans réaffirment leur hégémonie sur les Balkans. L'opposition entre Venise et la Hongrie ruine tout espoir de croisade. Manuel réussit à calmer les relations entre les deux États, mais cela ne suffit pas à susciter le déclenchement d'une nouvelle croisade, pas plus que ses voyages en Occident. D'autant plus que Venise, à la suite de sa victoire sur la marine ottomane en 1419, n'a plus de raisons de s'opposer au Sultan. Malgré ses bonnes relations avec le Sultan, l'Empereur byzantin n'hésite pas à consolider les défenses des quelques territoires qui lui restent. Ainsi, il remet en état l'Hexamilion qui barre l'isthme de Corinthe en 1415, ce qui montre que les bonnes relations turco-byzantines restent précaires. Mais sans soutien extérieur, Manuel II ne peut pas espérer améliorer la situation de l'Empire byzantin. Il tente alors de soutenir Mustapha, un prétendu fils de Bayezid, qui souhaite renverser Mehmed. Mustapha se rend ainsi à Constantinople puis à Thessalonique. L'échec de Mustapha en 1416 ne provoque pourtant pas de réactions de vengeance de la part de Mehmed Ier contre l'Empire byzantin. Manuel II refuse de livrer Mustapha à Mehmed, mais accepte de le garder prisonnier si Mehmed paie la pension de Mustapha. À la mort du Sultan en 1421, les relations entre les deux empires sont très pacifiques, mais Manuel ne peut plus espérer bénéficier de la fragilité ottomane consécutive à la défaite de 1402 pour reconstruire l'Empire byzantin.

#### Les bastions byzantins en péril (1422-1425)

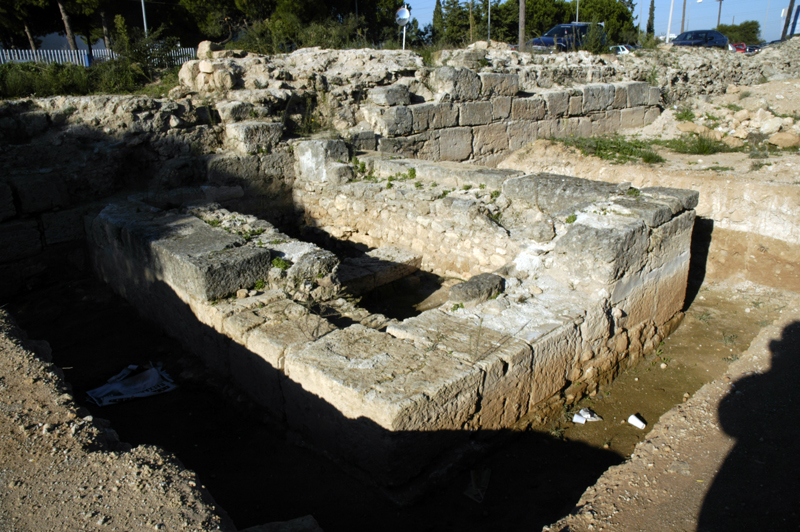
Les restes de l'Hexamilion, plusieurs fois reconstruit par les Byzantins, plusieurs fois détruit par les Ottomans.

Le nouveau sultan Mourad II (1421-1451) propose alors de renouveler la paix qui régnait entre son père et Manuel II. Il veut à tout prix raffermir la position ottomane en Europe et propose même de céder Gallipoli à l'Empire byzantin. Face à lui, Manuel doit composer avec son fils Jean VIII (1425-1448), qui préfère soutenir Mustapha, enfermé dans une prison de l'Empire byzantin et toujours désireux de devenir sultan ottoman. Manuel choisit alors de faire confiance à Mustapha, qui l'assure de toute sa bienveillance envers l'Empire byzantin s'il devenait sultan. Ainsi, il lui promet de lui rendre Gallipoli, toutes les villes côtières de la mer Noire jusqu'à la frontière valaque ainsi que d'autres cités de la Thrace. Mustapha est alors libéré et assiège Gallipoli conjointement avec l'armée byzantine avant que celle-ci ne l'assure elle-même sous le commandement de Démétrios. Il bat une première fois Mourad ; mais lorsque Gallipoli tombe, Mustapha empêche les Byzantins d'y pénétrer, contrairement à l'accord qui avait été conclu,. Manuel échoue alors à s'allier avec Mourad et ne peut rien lorsque Mustapha, victime de la défection d'une partie de ses troupes, est capturé et tué.
Dès lors, Mourad décide de punir l'Empire byzantin pour avoir soutenu Mustapha. Mourad assiège alors Constantinople ; mais des effectifs insuffisants, l'absence de siège maritime et la détermination des défenseurs l'oblige à lever le siège en août 1422. En outre, Mourad doit faire face à une nouvelle rébellion, celle de Küçük Mustafa, elle aussi encouragée par les Byzantins. Après avoir maté cette révolte, les Ottomans pillent la Morée, après avoir détruit l'Hexamilion reconstruit par Manuel pour châtier les Byzantins, sans pour autant prendre Mistra ; ils repartent, en laissant le prince d'Achaïe dans sa guerre contre le despote de Morée. C'est la ville de Thessalonique qui devient alors la nouvelle cible des Ottomans. La ville, reprise une vingtaine d'années auparavant, est assiégée en 1422, et, en 1423, les Byzantins préfèrent céder la cité aux Vénitiens, ainsi que les régions alentour. Les Turcs laissent des troupes devant la ville, qu'ils ne prennent qu'en 1430. En effet, Mourad préfère consolider ses positions en Asie mineure, notamment contre les Karamanides et contre l'émir de Kastamouni, qu'il soumet vers 1425. La même année, au mois de juin, Manuel II abandonne son titre d'empereur pour devenir moine, avant de mourir deux mois plus tard. C'est son fils Jean VIII Paléologue qui lui succède.

### Dernières tentatives de résistance de Byzance (1425-1448)

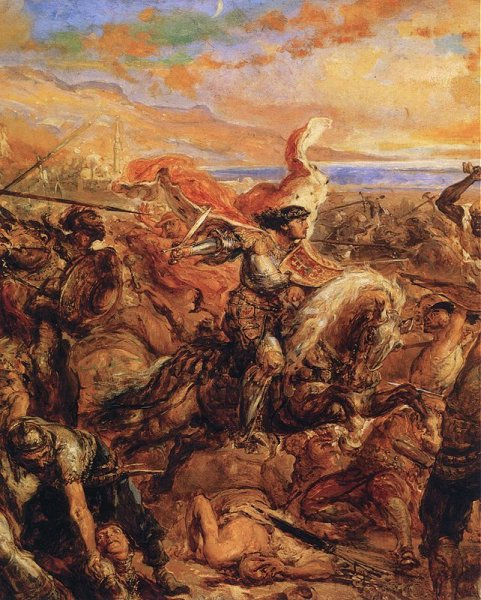
La bataille de Varna (1444) est la dernière tentative d'importance menée par les Chrétiens pour porter secours à Constantinople.

#### La Morée, réduit de la résistance byzantine

Le despotat de Morée en 1450 tente de devenir le réduit de la résistance byzantine.

L’Empire byzantin en 1450

Depuis le siège de Constantinople, Jean VIII apparaît comme le vrai dirigeant de l'Empire byzantin et c'est lui qui envoie une ambassade pour signer un traité avec Mourad le 22 février 1424. L'Empire byzantin est le vassal de l'Empire ottoman et perd la quasi-totalité de ses ports de la mer Noire à l'exception de Mesembria et Derkos. De plus, Constantinople doit payer un tribut annuel de 300 000 pièces d'argent au sultan. Jean VIII tente alors de défendre ses derniers territoires et notamment la Morée. Avec les invasions ottomanes, la Morée est devenue la dernière province encore sous domination byzantine à l'exception de Constantinople. Cette situation amène l'hellénisation de l'empire, qui — outre Constantinople elle-même — se réduit donc désormais en pratique à ses seules possessions grecques. Séparée des Turcs par plusieurs États tampons, la Morée réussit à garder son indépendance. L'Empire byzantin, privé de ses terres traditionnelles, se replie dans l'hellénisme. Le terme d'« Hellène » ne sert plus seulement à désigner la langue parlée dans l'Empire mais aussi ses habitants. Le terme de « Romaioi » utilisé par les habitants de l'Empire pour parler d'eux-mêmes disparaît. C'est le caractère romain de l'Empire qui commence à disparaître alors que jusqu'au début du XVe siècle, les Byzantins s'affirment encore comme Romains.
Le despote de Morée, Théodore (1407-1443), réussit à défaire une armée du despotat d'Épire et en 1427, Constantin Dragasès dirige une partie de la province de Morée avec Théodore II. En outre, la victoire de Thomas Paléologue, (devenu codespote en 1430), sur le dernier prince franc d'Achaïe permet à l'Empire byzantin de contrôler l'ensemble du Péloponnèse à l'exception de quatre places fortes vénitiennes, la Morée étant dirigée par trois despotes : Théodore, Thomas et Constantin. À la suite du traité, Mourad laisse l'Empire byzantin en paix et soumet les Karamanides. De plus, la Serbie, la Valachie et le Comté palatin de Céphalonie et Zante deviennent des vassaux de l'Empire ottoman. La Hongrie, quant à elle, perd ses territoires méridionaux. Jean VIII est conscient que, malgré le traité qu'il a signé avec le Sultan ottoman, la situation de Constantinople est des plus précaires. Il tente de nouveau de faire appel à une croisade. Ainsi, lors du concile de Florence (1437-1439), l'union des deux Églises est signée. Mais une nouvelle fois, le basileus doit s'opposer à la colère populaire, et de nombreux dignitaires ecclésiastiques tels que Marc d'Éphèse refusent l'idée d'une union avec le clergé latin, d'autant plus que les autorités ecclésiastiques des provinces occupées s'intéressent de moins en moins au sort de l'Empire byzantin.
La situation de l'Empire byzantin s'aggrave lorsqu'il retombe dans une guerre civile opposant Démétrios Paléologue, adversaire de l'union religieuse, et le basileus, ainsi que Constantin Dragasès. Démétrios, qui possède la côte byzantine de la mer Noire, se voit privé d'une partie de son territoire par Jean VIII ; lorsque Constantin lui propose d'échanger leurs possessions respectives, Démétrios demande le soutien du sultan, qui lui envoie des troupes pour assiéger Constantinople d'avril à juillet 1442. Constantin tente alors de secourir Jean VIII, mais est arrêté par une flotte turque. Finalement, Mourad dissuade Démétrios de s'emparer du trône. Ce dernier, après avoir de nouveau comploté contre Jean VIII, est arrêté, puis, après s'être évadé, reçoit la possession de plusieurs îles. Pendant ce temps, les États chrétiens continuent leur lutte contre les Turcs. Ces derniers réduisent les ultimes résistances serbes sans pour autant s'emparer de Belgrade, puis envahissent la Transylvanie. Ils sont alors stoppés par Jean Hunyadi alors qu'ils s'apprêtent à pénétrer en Hongrie. Jean Hunyade remporte deux victoires sur les Ottomans. Ces succès relancent l'idée de croisade contre les Turcs, y compris dans le camp vénitien. Philippe le Bon envoie quelques galères à Constantinople, mais sans résultat. La situation de Mourad devient complexe, d'autant plus que les Karamanides se révoltent contre la tutelle ottomane.

#### La bataille de Varna et Constantinople abandonnée à son destin
À la fin de l'année 1443, Jean Hunyade lance une offensive dans les Balkans qui bouscule les Turcs, mais il ne peut progresser jusqu'en Thrace et de là vers Constantinople du fait de l'hiver. En 1444, une nouvelle croisade s'organise qui réunit les Hongrois, les Valaques, la flotte vénitienne et quelques navires envoyés par Alphonse II de Naples. En juillet 1444, l'armée des croisés se dirige vers Varna où elle espère s'embarquer pour Constantinople. Mais le retard de le flotte chrétienne oblige les croisés à combattre les troupes de Mourad revenues d'Anatolie le 10 novembre. La bataille de Varna est un désastre pour les croisés dont les survivants sont contraints à battre en retraite. La flotte chrétienne partant de Constantinople dévaste en vain plusieurs places fortes turques, mais cela est insuffisant pour compenser l'échec de cette nouvelle tentative pour sauver Constantinople. Jean VIII tente encore de susciter l'aide des États chrétiens, et la Morée cherche à se poser comme le centre de la résistance byzantine. Constantin Paléologue prend possession de divers territoires grecs et fait reconstruire l'Hexamilion,. Il veut essayer de mener une croisade avec Ladislas III Jagellon. Mais la réplique ottomane détruit tous ses espoirs. Mourad rassemble ses forces à Sérès tandis que Constantin et Thomas se retranchent derrière l'Hexamilion. Chalcondylès d'Athènes est envoyé en tant qu'ambassadeur au Sultan et lui demande de quitter les terres byzantines. Mourad refuse et retient prisonnier Chalcondylès. L'armée ottomane, qui compte 60 000 hommes selon Joseph von Hammer-Purgstall, bombarde durant trois jours l'Hexamilion qui est franchi, et la Morée est une nouvelle fois ravagée. Corinthe est ainsi incendiée par Tourakhan, un général turc, et l'Hexamilion est complètement rasé,. Patras est aussi ravagée à l'exception de sa citadelle, et Mistra est semble-t-il sauvée par les conditions météorologiques qui empêchent les Turcs de franchir les montagnes du Péloponnèse ; cependant, les despotes sont contraints de payer un tribut au sultan et 60 000 prisonniers sont emmenés hors du Péloponnèse par Mourad. En octobre 1448, une dernière tentative de Jean Hunyade menée conjointement avec Georges Skanderbeg, un chef albanais, pour porter secours à Constantinople, échoue. La même année, Jean VIII meurt et laisse un empire presque condamné à Constantin XI Paléologue.

### ConstantinXIet la chute de Constantinople (1448-1453)

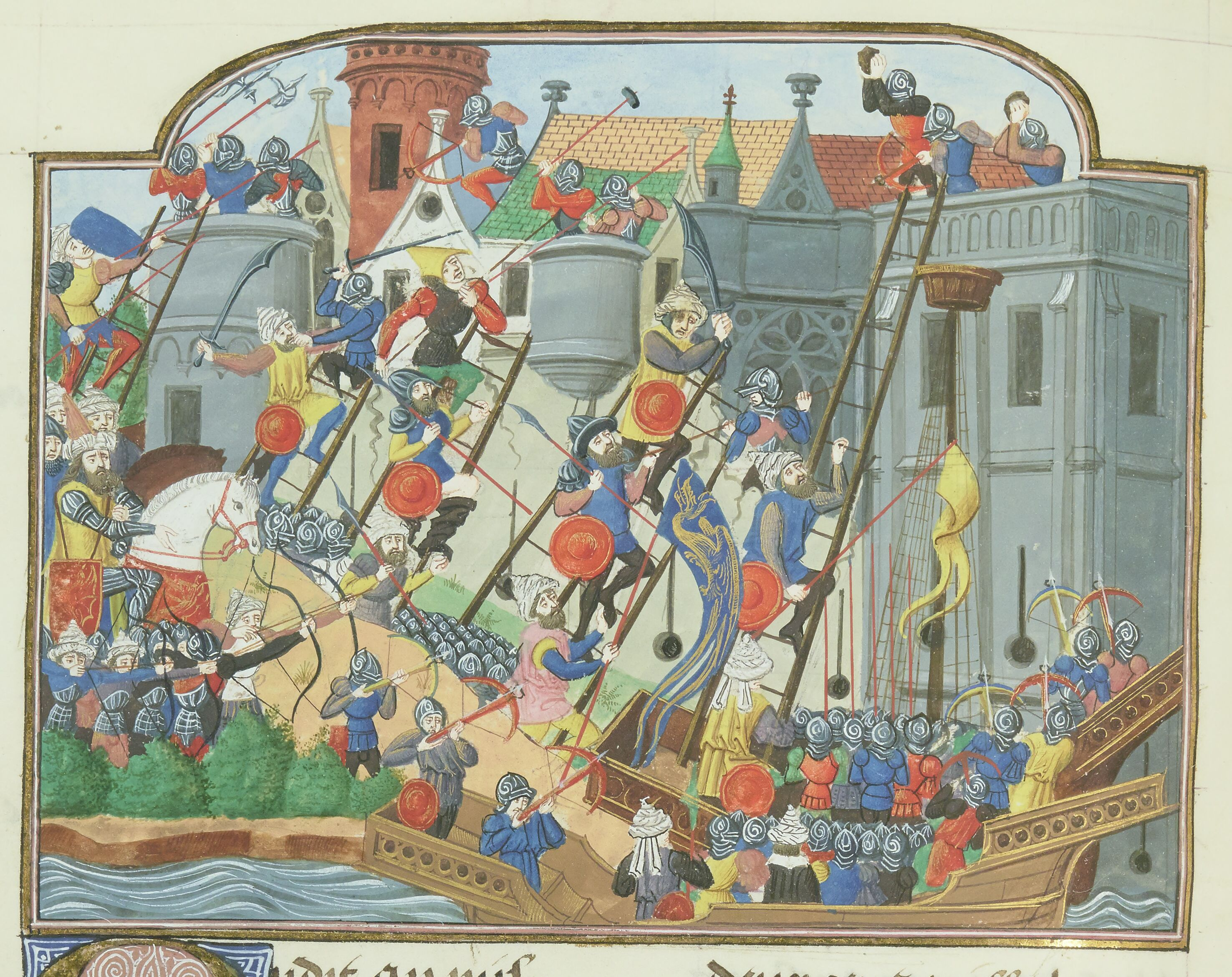
Les Turcs sous les murailles de Constantinople

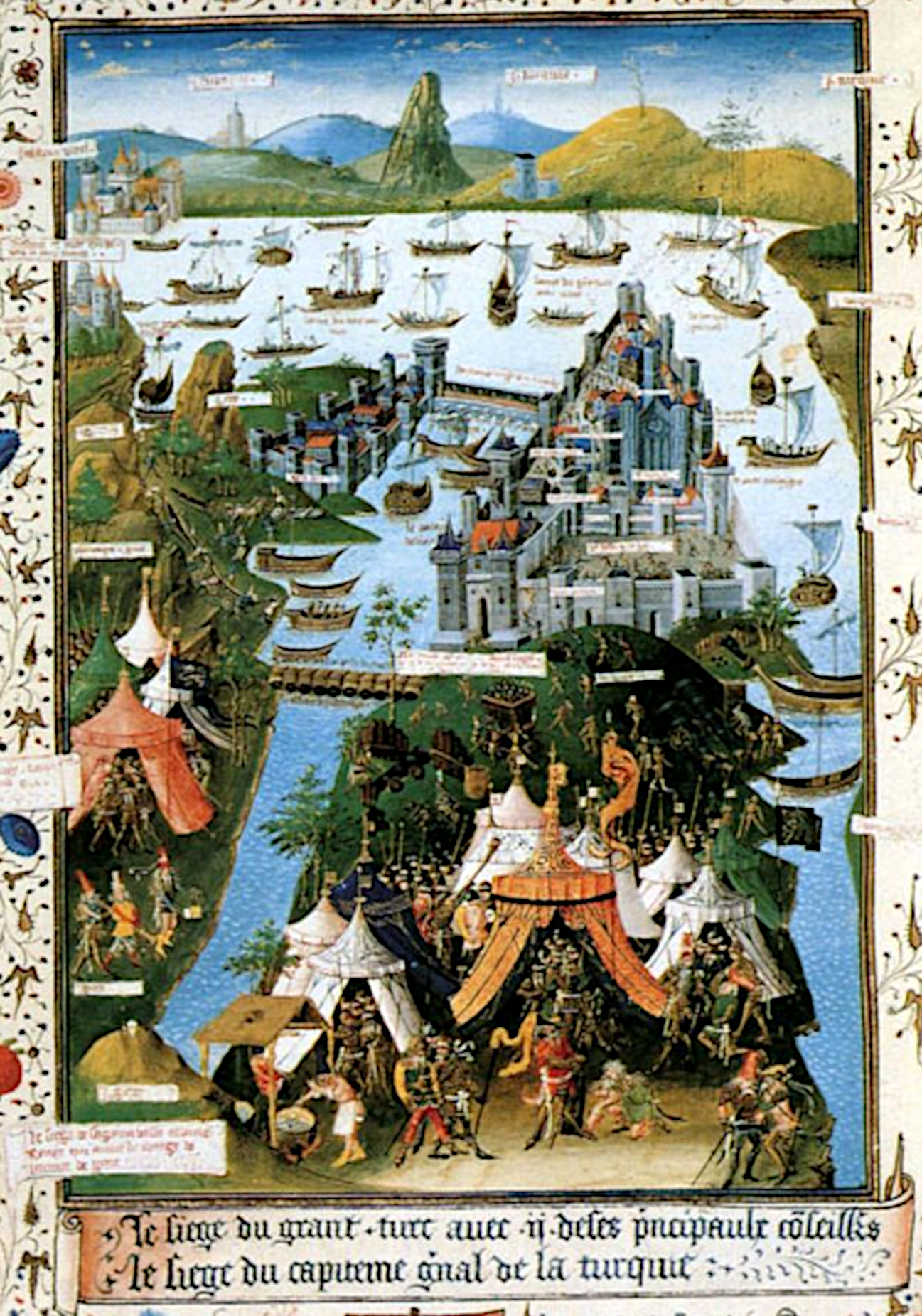
Enluminure de Jean Le Tavernier dépeignant le siège.

L'arrivée au pouvoir de Constantin XI est officialisée par l'accord de Mourad II que Phrantzès s'est chargé d'obtenir. Le nouveau basileus signe alors un nouveau traité après avoir envoyé une ambassade à Mourad. Ce dernier est toujours le suzerain de l'empereur byzantin et il n'hésite pas à soutenir Démétrios lorsque celui-ci lutte contre Thomas Paléologue pour la souveraineté de la Morée. Constantin XI réussit à obtenir un accord entre les deux frères mais ils reprennent leur lutte en 1451 et les Turcs soutiennent de nouveau Démétrios qui réussit à mettre en difficulté son frère et à obtenir un échange de territoires. Ces conflits internes ne facilitent pas la situation de Constantinople qui ne compte plus que sur la résistance de Skanderbeg en Albanie pour retarder la chute de l'Empire byzantin. À cette époque, les Grecs sont conscients qu'ils sont au bord de l'anéantissement. La mort du sultan Mourad II en 1451 et l'arrivée au pouvoir de Mehmed II ajoutent encore à la détresse byzantine. Mehmed reçoit une ambassade byzantine à qui il assure la paix et accepte de payer la pension d'Orkhan, le petit-fils de Soliman détenu à Constantinople. De même, il assure son soutien à Démétrios comme l'avait fait Mourad. Le nouveau sultan, comme Bayezid avant lui, se fixe comme objectif de prendre Constantinople. Tranquille sur le front européen où une trêve est signée avec Jean Hunyade, il doit faire face à une nouvelle révolte des Karamanides. Cependant, ces derniers se soumettent dès l'arrivée du sultan. À la même époque, le conflit religieux relatif à l'union continue de faire rage à Constantinople. Malgré une forte opposition, Constantin XI souhaite faire aboutir l'union. Il envoie de nouvelles ambassades à Rome et le 12 décembre 1452, l'union est proclamée au sein de la basilique Sainte-Sophie,. Mais la date est trop tardive pour espérer un quelconque soutien d'importance. Mehmed II après avoir soumis les Karamanides prépare soigneusement sa conquête de Constantinople pour éviter un échec tel que celui de Mourad II en 1422.
Le sultan isole Constantinople diplomatiquement en signant des traités avec Venise et Jean Hunyade. La Morée est ravagée par un raid turc et Skanderbeg, malgré ses nouveaux succès, n'a pas les moyens d'assister Constantinople. Aux alentours de Constantinople, sur le Bosphore, la forteresse de Rumeli Hisarı est bâtie pour empêcher tout secours maritime en direction de Constantinople,. Les relations entre les deux empires se dégradent lorsque les Byzantins reprochent à Mehmed de ne pas payer la pension d'Orkhan et menacent de libérer celui-ci. Le massacre de paysans de la banlieue de Constantinople ne fait qu'ajouter au climat délétère qui règne à cette époque. Constantin XI manifeste sa désapprobation envers cet acte et en réponse, Mehmed II déclare la guerre à l'Empire byzantin. Constantin essaie une dernière fois de demander le soutien des États occidentaux mais sans succès. Seul le Génois Giovanni Giustiniani se rend à Constantinople avec 700 hommes. Le siège débute au début du mois d'avril 1453 après que, au début de l'année, les Ottomans ont pris possession des dernières cités byzantines proches de Constantinople comme Epibatai près de la mer de Marmara ou Anchialos et Mesembrya sur la mer Noire. Les effectifs byzantins sont très faibles. Phrantzès parle de 4 973 hommes soutenus par près de 2 000 ou 3 000 étrangers. On aboutit donc au total le plus communément admis de 7 000 hommes. Moins d'une dizaine de navires défendent la Corne d'Or barrée par une chaîne dressée par Constantin le 2 avril. En face, les Ottomans disposent d'effectifs variables selon les sources. Ils approchent souvent les 200 000 hommes mais seuls quelque 80 000 hommes sont de véritables soldats. Le cardinal Isidore de Kiev parle de 300 000 hommes et Nicolò Barboro de 160 000. Cette supériorité numérique se retrouve dans la flotte. L'artillerie est aussi très présente au sein des troupes turques qui possèdent plusieurs canons de très gros calibre ; l'un d'entre eux, fabriqué par le Hongrois Orban, peut tirer des boulets d'1,86 m de circonférence. Malgré cette supériorité, les assauts turcs sont constamment repoussés et ce fameux canon finit par exploser. De même, la tentative de Mehmed II de faire passer ses navires dans la Corne d'Or selon une vieille technique russe ne réussit pas à forcer la décision. Par ailleurs, quatre navires chrétiens réussissent à forcer le blocus et à approvisionner Constantinople à la stupeur du sultan. Cette longue résistance porte atteinte au moral des troupes turques mais les assiégés sont de plus en plus affaiblis par le siège. Et le 29 mai, jour de l'assaut général, les troupes turques réussissent à pénétrer dans la ville grâce à une petite poterne et à la panique dans les rangs des défenseurs causée par la blessure et le départ de Giustiniani. Cette intrusion au sein même de Constantinople surprend les défenseurs qui sont submergés, y compris Constantin XI qui meurt au cours des derniers combats. Lorsque Mehmed II pénètre dans la ville, il vient de signer la fin d'une guerre longue de quatre siècles et la chute définitive de l'héritier de l'Empire romain qu'était l'Empire byzantin.

## Conséquences

### La chute de la Morée
La chute de Constantinople précède de quelques années la destruction du despotat de Morée et de l'Empire de Trébizonde. La Morée est le dernier territoire de l'Empire byzantin encore libre de la tutelle turque après la chute de Constantinople ; mais ce refuge est instable depuis l'invasion turque de 1452, et la population cherche avant tout à se débarrasser des despotes de la famille Paléologue. Un soulèvement albanais provoque l'intervention du général turc Umur Pasha en décembre 1453. En 1454, Thomas et Démétrios demandent l'intervention de Turahan Beg, le père d'Umur Pasha, pour rétablir l'ordre. Les deux despotes, vassaux du sultan, profitent de la bienveillance de Mehmed II pour conserver leurs territoires. Cependant, ils cherchent aussi à susciter une croisade en Occident, ce qui provoque l'intervention du sultan en 1458, alors qu'Athènes est déjà tombée aux mains des Ottomans deux ans auparavant.
Mehmed II part d'Andrinople et laisse une partie de son armée assiéger Corinthe. Il entreprend de ravager le territoire de la Morée, et même la citadelle de Patras est contrainte de capituler. En août 1458, Corinthe cède et la partie nord-ouest de la Morée devient turque. Thomas et Démétrios sont contraints de se partager le reste du territoire et de verser un tribut annuel au sultan. Toutefois, les deux despotes se querellent dès le départ de Mehmed II : Thomas cherche l'appui du pape, tandis que Démétrios espère bénéficier de l'aide ottomane. La Morée byzantine est alors dans un état de chaos qui décide Mehmed II à la conquérir. En avril 1460, il part d'Andrinople et obtient le 29 mai la soumission de Démétrios ainsi que de la ville de Mistra. Thomas s'enfuit en Italie, et ses terres sont envahies par les Ottomans. Seul un certain Constantin Graitzas réussit à tenir en échec les troupes turques jusqu'en juillet 1461, date à laquelle sa forteresse de Salmenikon, près de Patras, finit par se rendre.

### Fin de l'empire de Trébizonde

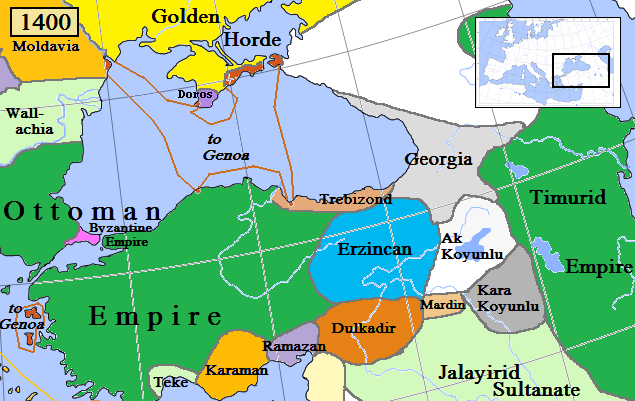
L'Empire de Trébizonde et les territoires environnants vers 1400.

L'empire de Trébizonde, qui vit à l'écart de l'Empire byzantin depuis 1204, souffre au cours du XIVe siècle de troubles politiques fréquents qui minent sa position. Très vite, il suscite les convoitises des Turcs, mais aussi des Génois et des Vénitiens, qui espèrent tirer profit de la position commerciale avantageuse de la ville de Trébizonde. En 1456, le gouverneur ottoman d'Amasya tente de prendre la ville, mais se contente de prisonniers et d'un lourd tribut. L'empereur Jean IV de Trébizonde tente de faire appel à Ouzoun Hassan contre les Ottomans, mais il meurt en 1458. Son successeur David II contribue à la chute de son empire en provoquant l'ire du sultan : il demande l'annulation du tribut qu'il lui paie et essaie de susciter une croisade en Occident. Or, Mehmed II voit dans la destruction de l'empire de Trébizonde l'occasion de mettre définitivement fin à l'Empire byzantin. En juin 1461, Mehmed II se met à la tête d'une armée de 60 000 cavaliers et 80 000 fantassins soutenue par une flotte importante. L'émir de Sinope et Uzun Hasan, les deux alliés de David, n'osent intervenir face à la puissance ottomane. Pendant près d'un mois, Trébizonde résiste à l'armée ottomane mais dès son arrivée, Mehmed II demande la reddition de la ville. David accepte et la ville capitule le 15 août 1461.

### Conséquences pour les Turcs

Portrait romantique du dernier croisé qui illustre l'échec des tentatives chrétiennes pour défendre Constantinople contre les Turcs.

Avec cette victoire, les Turcs et en particulier l'Empire ottoman deviennent une des plus grandes puissances du monde méditerranéen. Cette guerre contre l'Empire byzantin permet notamment aux Ottomans de devenir la puissance dominante parmi les autres émirats turcs issus du déclin seldjoukide à la suite de l'invasion mongole. Profitant des errements de la politique orientale menée par Michel VIII Paléologue et Andronic II, les premiers sultans ottomans peuvent étendre leur territoire dans toute la partie nord-ouest de l'Anatolie, avant de se lancer à la conquête de la péninsule balkanique à partir de la deuxième moitié du XIVe siècle. La conquête de Constantinople leur assure la domination de ce qui fut auparavant les terres principales de l'Empire byzantin. De plus, ils peuvent, à partir de 1453, se consacrer à la poursuite de leur progression en Europe et en Afrique. Mehmed II fait aussi de Constantinople sa nouvelle capitale, ce qui symbolise le changement d'ère et s'attribue de facto l'héritage de l'Empire byzantin. À la suite de cette victoire et de la réduction des dernières places byzantines, les Turcs poursuivent leur progression jusqu'à l'échec du siège de Vienne en 1529.

### Conséquences pour le monde chrétien
La date de la chute de Constantinople, en 1453, est l'une de celles qui symbolise traditionnellement le passage du Moyen Âge à la Renaissance. C'est en effet la fin d'un monde, la fin du dernier reste de l'Empire romain, puisque l'Empire byzantin n'est autre que l'Empire romain d'Orient.
La chute de l'Empire byzantin constitue un choc majeur pour le monde chrétien en général même si celui-ci, plongé dans d'autres préoccupations, l'oublie assez vite. L'Empire byzantin ayant été durant près d'un millénaire un des États majeurs de la chrétienté, la papauté tente sans succès d'appeler à une croisade pour libérer Constantinople. C'est ce que fait Pie II en 1464, mais sa mort met un terme au lancement d'une croisade dont les membres ne vont pas plus loin que le port d'Ancône. De même, le tsar Ivan III de Russie, époux de Sophie, la fille de Thomas Paléologue, tente de reprendre l'héritage antique en faisant de Moscou, nouveau centre de l'orthodoxie, la troisième Rome.
Toutefois, les conséquences de la défaite byzantine sont plus profondes. Malgré les divisions qui existent entre catholiques et orthodoxes, la perte de Constantinople constitue un grave échec pour la chrétienté qui ne peut que constater l'avancée inexorable des Ottomans. Cependant, le déclin de l'Empire byzantin entraîne d'autres conséquences pour l'Europe : le regain intellectuel sous la dynastie Paléologue ne s'achève pas en 1453, et les érudits byzantins se réfugient en Italie où ils contribuent de manière primordiale à la Renaissance. Ils apportent en effet leurs connaissances des mondes grecs et latins de l'Antiquité, en particulier par les livres qu'ils apportent avec eux. Par ailleurs, la chute de Constantinople marque aussi la fin de la domination chrétienne sur l'une des villes les plus importantes d'un point de vue commercial puisqu'elle constitue le lien entre l'Europe et l'Asie.